# Учения и практики славянского неоязычества

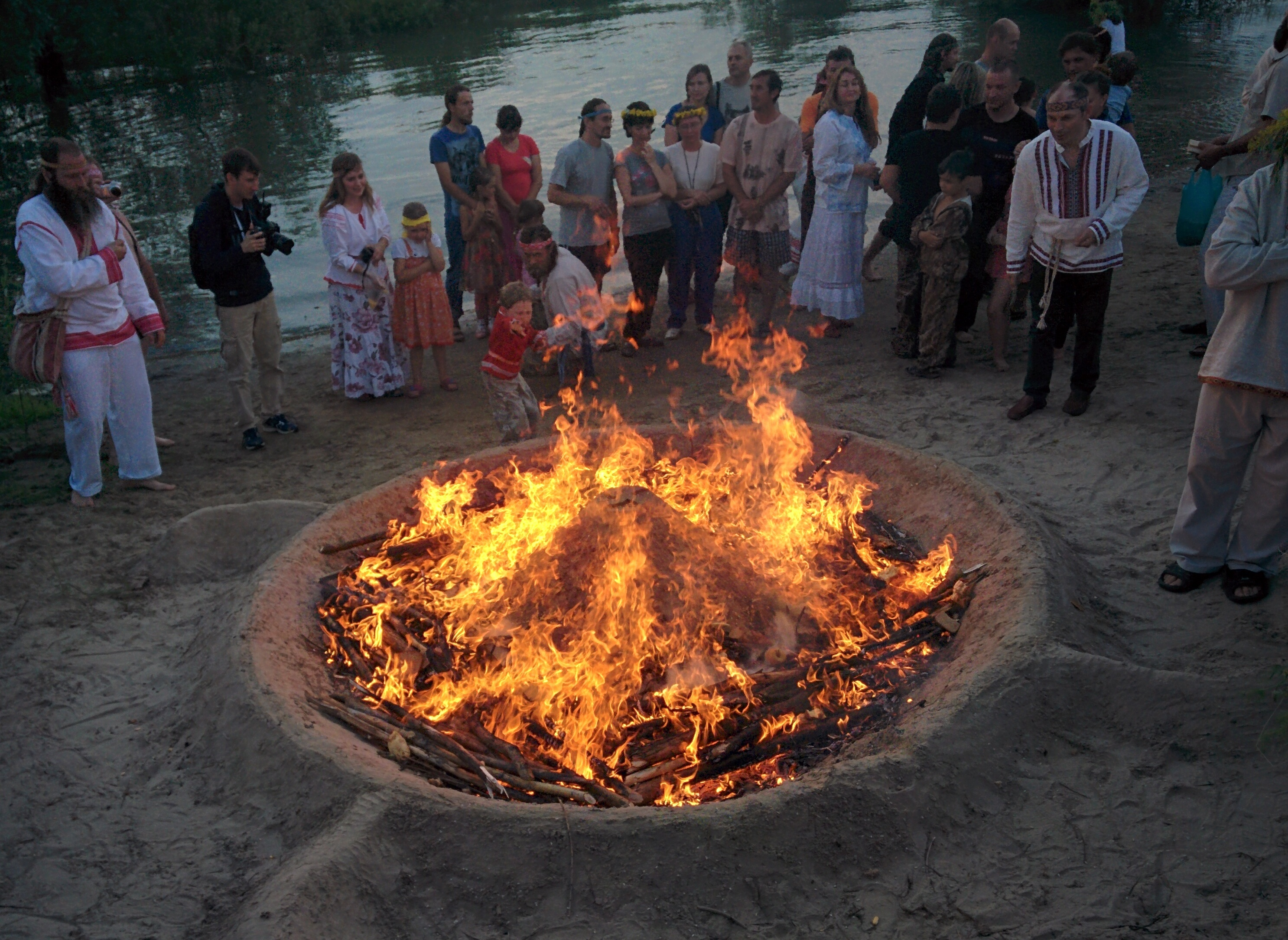
Купала в Омске, 2016

А. А. Бесков (кандидат философских наук) отмечал аморфность феномена неоязычества: в большинстве движений нет единого вероучения, общего управляющего центра и иерархии, фиксированного членства.
Славянское неоязычество в ряду других европейских неоязыческих религий является типичным, однако отличается высокой ролью в его учениях поддельных текстов и сильным влиянием мифологических конструкций академика Б. А. Рыбакова. Аутентичное славянское язычество представляет собой прерванную традицию. О его конкретном содержании сохранилось очень мало сведений. По этой причине попытки его возрождения приводят, как правило, к сугубо личному творчеству различных харизматиков. Часто славянское неоязычество становится способом реализации эскапистско-утопических настроений, связанных как с архетипичным мотивом «мифологического прошлого», порождающим образ «благородного дикаря-язычника» или «святомудрого предка». Если националистические настроения в среде европейских и американских неоязычников минимальны, то российские родноверы проявляют их активно, что вызывает внимание со стороны властей.
Общим местом учения родноверов является идея большой древности славян (варианты: русские, украинцы и др.), а также славянского (или «славяно-арийского») древнего знания («ведической религии и культуры»), в том числе древних текстов, утраченного (часто по воле злых внешних сил), а ныне возрождающегося. Часто считается, что славянская народная среда, в том числе в России, благодаря своему «двоеверию» сохранила языческие знания. Поскольку историческая наука оставляет мало пространства для националистической романтики и особенно для постулирования физического или культурного превосходства одних народов над другими, родноверие переходит к поддельным текстам, ненаучным построениям и зачастую к радикальной антинаучной позиции. Эта ситуация является одной из причин связи родноверия как с тем, что в общественном сознании часто воспринимается в качестве «альтернативы» науки: эзотерика, неоиндуизм и др., так и с устаревшими научными концепциями («арийцы» как праиндоевропейцы и др.), в настоящее время постулируемыми в псевдоисторических сочинениях и идеологии нацизма; характерны также экологические идеи. Во взглядах на народ характерен крайний примордиализм. Распространено представление о некой северной (арктической) прародине «ариев». Ряд направлений родноверия разделяет идею подлинности «Велесовой книги» (сочинения, выдаваемого за текст IX века, но признанного научным сообществом фальсификацией XX века) и наделяет её статусом своего рода священного писания. «Велесова книга» составила основу русского и украинского неоязыческого национализма. В родноверческой среде происходит формирование собственного сленга. Из христианства славянское неоязычество заимствовало антисемитизм. Из индуизма (воспринимаемого как «арийская» традиция) последователями «индоарийских» направлений русского неоязычества, включая «ведическое родноверие», заимствуются индийские мифы, образы, узоры, предметы. В плане эклектики культурных элементов, психопрактик, символики и терминов славянское неоязычество сближается с движением нью-эйдж. Обряды родноверов могут использовать предметы и символы совершенно разного происхождения. Речь многих неоязычников включает эзотерические понятия и термины различных религий, такие как «медитация», «карма», «дхарма», «чакры», «эгрегор», «энергии» и др. Эта тенденция характерна и для других направлений неоязычества.

## Общая характеристика
В славянском неоязычестве присутствует паранаучный концепт генетической, или родовой памяти, что позволяет неоязычникам говорить о своём учении как о реальном продолжении аутентичной традиции, несмотря на то, что эта утрачена. Неоязычники могут заявлять, что в познании и реконструкции аутентичного язычества научным путём, через обращение к источникам, нет необходимости, поскольку «истинное» знание они получают непосредственно от предков через родовую память. При помощи концепта родовой памяти объясняется также отсутствие единого неоязыческого канона. Понятие «природная вера» («естественная вера», «родная вера», «старая вера») подразумевает язычество как исконную веру, которая наследуется на генетическом уровне.
Этногенетическая мифология славянского неоязычества не имеет отношения к современному научному знанию и научным методам. Как и для предшествующего ему германского неоязычества, для славянского характерен воинствующий антиинтеллектуализм и «научный» популизм. Историк и религиовед Р. В. Шиженский на примере русского неоязычества отмечает попытки родноверов мифологизировать и ремифологизировать историю в ущерб последней. Учёный пишет об отсутствии первичных письменных источников по славянскому язычеству, что не позволяет реконструировать весь спектр этих традиций. Неоязыческая элита не имеет возможности и часто умышленно не желает изучать сохранившиеся реликты и фактически стремится сконструировать собственные теоретические основы нового вероучения. «Обрядово-мифологический багаж» русского неоязычества по ряду причин, в первую очередь его искусственности, не является монолитным. Основополагающая роль в неоязыческом мифотворчеству принадлежит неоязыческому автору, обычно харизматическому лидеру, который опирается лишь на собственные идеологические, политические и религиозные цели и предпочтения. Однако, несмотря на разнообразие, неоязыческие мифы описываются общим определением: относительно устойчивые стереотипы массового сознания, которые обусловлены недостаточным уровнем информированности и высокой степенью доверчивости; пропагандистское и общественное клише, участвующее в целенаправленном формировании общественного сознания.
Многие неоязыческие авторы удревняют историю славян и русских. Так, Юрий Петухов писал о 12 тысячелетиях «подлинной истории русского народа», Александр Асов (2000) из «священных книг» получил сведения «о двадцати тысячах лет, в течение которых рождалась, гибла и вновь возрождалась Русь». Инглиисты начинают свою родословную из 100-тысячелетнего прошлого. Согласно русской «Ригведе» В. М. Кандыбы, «арийский» праотец славян Орий переселился на Землю из космоса за 18 миллионов лет до н. э.
Большинство славянских неоязычников утверждают, что не просто восстанавливает дохристианские верования, а
возрождают «исконную арийскую традицию», якобы свойственную славянам. Часть из них считает, что именно они и являются носителями исконной традиции и ещё существуют исконные язычники, сознательно сохраняющие веру предков, которые представляются как скрытые учителя. Идея наличия тайных учителей — характерный компонент мировоззрения славянского неоязычества, но обычно такие представления свойственны членам общин, выросших из спортивных секций и военно-исторических клубов. Популярны легенды о тайных родах, сохранявших в неприкосновенности дохристианское мировоззрение, тайных поселениях в непроходимой глуши, тайных подлинных жрецах, определяющих направление развития современного язычества.
Другая часть славянских неоязычников, в основном интеллектуалы, считает, что цельного дохристианского мировоззрения до нынешнего времени не сохранилось, но имеется много его осколков — в фольклоре, народных ремёслах, традициях и в православной, особенно старообрядческой, среде. Эта часть неоязычников считает, что в настоящее время следует не восстанавливать старое, а бережно собрать сохранившиеся элементы, выделить ядро традиции и возродить древнюю веру в форме, соответствующей современному менталитету. Они считают, что в настоящее время язычество находится на качественно новом этапе развития традиции, более осмысленном и вытекающем, в частности, и из опыта христианской культуры.
Как и многие другие сторонники псевдонаучных идей, родноверы часто считают свои учения «истинной наукой» (вариант: «русской наукой»), в отличие от «еврейской» «академической» науки («иудео-материалистической науки»), которая якобы пишется с целью скрыть от славян «истину» о великом прошлом и превосходстве над другими народами. Один из родноверческих лидеров, Алексей Добровольский (Доброслав), подобно Гитлеру, гордился отсутствием у него высшего образования и считал, что «образование калечит человека». Пример даёт приключенческий роман Юрия Сергеева «Становой хребет» (1987), главный герой которого в 1920-х годах в якутской тайге обнаруживает пожилых «староверов», хранящих знания о «чудной красы религии, кою испоганили и убили», и тайную библиотеку с текстами, цитирующими «Велесову книгу». Спустя годы главный герой оберегает тайну библиотеки от московского учёного, который сжигает старинные книги.
В русле нацистской идеи об «арийском» праязыке и праписьменности утверждается, что славяне обладали собственной исконной древнейшей письменностью. Под такой письменностью могут пониматься якобы существовавшие славянские руны или «буквица» (исторически слово буквица имеет другое значение — синоним инициала). Распространена идея, что кириллица была создана не на основе греческого алфавита, а происходит от некого исконно славянского алфавита.
Главная угроза для славян в представлении большинства родноверов исходит от евреев как якобы враждебной «ариям» расы («семитов», «семитской расы»). Евреев родноверы, как правило, считают главным источником или проводником мирового зла и своими главными врагами. Многие события мировой истории представлены как результат противоборства «ариев» и евреев. Так, евреи якобы так или иначе ответственны за большую часть войн, возникающих по причине того, что они стравливают «ариев» между собой. Евреи якобы сознательно приводят в действие различные механизмы, вызывающие негативные процессы в современном мире, пытаются установить господство над «ариями», либо вовсе их уничтожить, стремятся завладеть миром или уже владеют им. Действуют они при этом тайно и через посредников — масонов и христиан. В этом контексте происходит демонизация и дегуманизация евреев. Часто они изображаются не просто «иной расой», а некими враждебными существам, не совсем людьми (гибриды преступников всех трёх рас у Валерия Емельянова, «биороботы», созданные древними жрецами с определённой политической целью и наделённые генетически ущербными чертами характера у Владимира Истархова и Константина Петрова). По убеждению родноверов, неспособные создать ничего положительного, евреи украли все свои культурные достижения у «ариев». Древнее население Палестины считается «славянами-ариями» или их близкими родственниками, а библейское завоевание этого региона древними евреями трактуется как начало длительной экспансии, имеющей своей целью покорение славян («ариев») и установление мирового господства.
В идеологии славянского неоязычества присутствуют идеи «международного еврейства» (Владимир Истархов), «международного сионизма» (Валерий Емельянов, Юрий Петухов, Александр Асов) и «международного жидохристианства» (Алексей Добровольский). Также среди родноверов распространён кровавый навет на евреев.
Иудаизм рассматривается как слабое подражание древнему «арийскому» мировоззрению, и многие сторонники этой идеи обвиняют иудеев в «краже» священных знаний у «арийских» предков, включая даже идею монотеизма. Иудейская религия, по мысли родноверов, представляет собой противостоящий природе аморальный избраннический шовинистический культ. Часто утверждается, что Бог иудаизма мстителен и жесток. Ему противопоставляется доброе божество исконной «арийской (славянской) религии» («мировоззрения»). Это мировоззрение, по мнению неоязычников, включало «арийские» моральные идеалы расовой и половой чистоты, с которыми связывается строгий социальный порядок, основанный на иерархии и корпоративном устройстве общественной жизни, что близко к идеям национал-социализма (например, «языческий социализм» Доброслава и его последователей). По причине распространённости антисемитской идеологии популярными в среде родноверов являются также отрицание Холокоста и антисионизм.
Один из современных лидеров украинских родноверов Галина Лозко (Зореслава), в отличие от основателя украинского родноверия Владимира Шаяна, которого она считает своим учителем, и многих других украинских националистов, считает, что украинцев веками угнетают не русские, а «семитская монотеистическая идея, выступающая антиподом арийскому политеизму». Лозко выпустила молитвенное пособие «Православ», в котором последней из десяти «языческих заповедей» была «Не связывайтесь с евреями». Подобные взгляды присутствуют также в польском родноверском сообществе.
Разрушительными для славян родноверы считают также те явления, которые они связывают с евреями — христианство, глобализацию и общество потребления. Христианство родноверы называют «еврейской религией», чуждой славянину, и не приемлют за его историческую связь с иудаизмом и мораль, призывающую к милосердию и отрицающую идеи приоритета расы и «расовой борьбы». Утверждается, что иудаизм учит повелевать, это «религия рабовладельцев», а христианство, напротив, — «религия рабов», созданная евреями для забвения «ариями» их «истинной родной веры», и, в конечном счёте, для установления мирового господства. Специально критике христианства посвящены такие сочинения славянского неоязычества, как «Христианская чума» (1978) А. М. Иванова (Скуратова) и «Преодоление христианства» (1994) Владимира Авдеева.
Меньшая, но наиболее социально активная часть родноверов относится к христианству резко негативно, другие считают христианство упрощением и извращением традиции, синкретическим культом, который заимствовал много черт от язычества. Утверждается, что язычество фактически поглотило христианство и современное православие является завуалированным язычеством. Многие разделяют идею о морально-этической роли христианства, но считают христианскую аскетику вредной и противоестественной. Родноверы осуждают христианство за тесную связь с государством и нетерпимость к инакомыслию. Иисуса часть славянских неоязычников считает вымышленным персонажем, часть — пророком из ессейских кругов, некоторые полубогом, сыном еврейского племенного бога и смертной женщины.

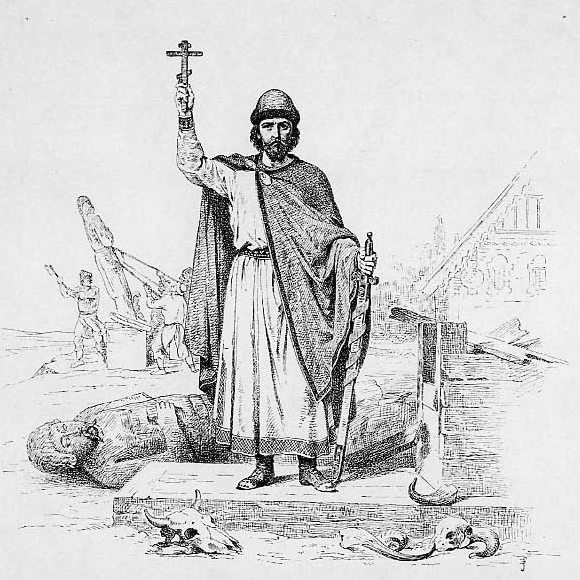
Владимир Святославич над поверженным язычеством (Великий князь Владимир Равноапостольный, Василий Верещагин, 1896)

Весь христианский период представляется эпохой регресса и упадка, порабощения «ариев» пришлыми миссионерами, навязавшими им «рабскую» (христианскую) идеологию. Эти миссионеры родноверами часто рассматриваются как иудеи, «жидомасоны» или их пособники. В то же время славянским «арийским» волхвам или жрецам пришлось прятаться в секретных местах, сохраняя тайные знания, которые ныне были переданы их прямым потомкам-родноверам. Популярна идея о еврейско-хазарском происхождении князя Владимира Святославича, из-за которого он и ввёл христианство, орудие порабощения «арийцев» евреями, и устроил геноцид славян-язычников. Р. В. Шиженский выделяет неоязыческий миф о Владимире и характеризует его как один из наиболее «одиозных» неоязыческих исторических мифов и один из основных по мировоззренческой значимости русских неоязыческих мифов. Автором данного мифа является один из основателей русского неоязычества Валерий Емельянов, который изложил его в своей книге «Десионизация» (1970-е годы). Шиженский отмечает, что неоязыческий миф о Владимире противоречит научным работам по данному вопросу и совокупности исторических источников. Отношение русских родноверов к русскому народному православию часто положительное, так как эта «народная вера», благодаря своему «двоеверию», якобы сохраняет «ведическую традицию». Наиболее распространённый лозунг в родноверии звучит примерно как «Мы дети богов, а не рабы божьи». В полемике с христианством большинство славянских неоязычников проявляет незнание основ христианского учения.
В среде умеренных групп также имеют место острая критика христианства и, несколько реже, осуждение «шовинизма» Ветхого Завета, а также ряд других признаков радикального национализма.
В славянском неоязычестве России и Украины с арийским мифом тесно связан хазарский миф, конспирологическая идея о многовековом «хазарском (еврейском) иге» над Русью и о современных евреях как генетических и культурных наследниках евреев Хазарского каганата, тайно правящих Россией или Украиной. Идея построена на летописных сведениях о дани, которую платила хазарам часть восточнославянских племён, о победе над Хазарией князя Святослава и об иудейском вероисповедании части населения Хазарии. Сторонники идеи считают, что власть над славянами осуществляли именно евреи, эта власть была свергнута князем Святославом, но затем восстановлена князем Владимиром и продолжается вплоть до современности. В связи с этим для обозначения евреев используется эвфемизм «хазары». Утверждается, что Владимир или сам был евреем, или предал Русь евреям («хазарам»), а христианство было введено им именно для порабощения русичей и подчинения их «еврейскому Богу». «Хазарское иго» сторонниками идеи рассматривается как локальный (российский и украинский) вариант всемирного еврейского господства и борьбы «арийцев» и «семитов».
Той же цели достижения мирового господства служит якобы организованное евреями масонство. Глобализация, по мнению родноверов, стирает национальные различия и отрывает народ от природных корней. Общество потребления разрушает духовные ценности. «Еврейская» («академическая», «официальная») историческая наука, с точки зрения родноверов, создана для забвения «арийцами» их «истинной истории». Все эти явления, согласно родноверию, были умышленно созданы, чтобы поработить и эксплуатировать славян и другие «арийские» народы или вовсе уничтожить их.
Историк Д. В. Шляпентох писал, что, как и в Европе, в России неоязычество толкает некоторых своих приверженцев к антисемитизму. Этот антисемитизм тесно связан с негативным отношением к выходцам из Азии, и данный акцент на расовом факторе может приводить неоязычников к неонацизму. Склонность неоязычников к антисемитизму представляет собой логическое развитие идей неоязычества и подражание нацистам, а также является следствием ряда специфических условий современной российской политики. В отличие от предшествовавших режимов современный российский политический режим, а также идеология среднего класса сочетают поддержку православия с филосемитизмом и позитивным отношением к мусульманам. Эти особенности режима способствовали формированию специфических взглядов неонацистов-неоязычников, которые представленны в значительной мере в среде социально незащищённой и маргинализированной русской молодёжи. По их мнению, власть в России узурпировала клика заговорщиков, включающих иерархов православной церкви, евреев и мусульман. Вопреки внешним разногласиям, считается, что эти силы объединились в своём стремлении удержать власть над русскими «арийцами».
«Арийскую» идею и антисемитскую идеологию поддерживают не все направления родноверия. Антихристианскую направленность имеет абсолютное большинство родноверческих движений.
Некоторые исследователи отмечают идеологическую двойственность родноверия. Многие родноверы негативно относятся к глобализации, и отвергают чужие влияния. С другой стороны, эти аргументы не обязательно исключают сотрудничество или общение с другими культурами. По мнению родноверов, развитие собственной культуры является в числе прочего предпосылкой для подлинного диалога и взаимодействия между разными культурами и нациями. Касаясь тенденции сближения неоязыческих, в том числе родноверческих, объединений из разных стран, А. А. Бесков отмечает, что неоязыческий национализм не является преградой для «неоязыческого интернационализма», а антиглобализм, одним из проявлений которого стала популярность этнических религий, сам получает глобальный характер.
Ряд родноверов считает, что их движение продолжает старую веру, традицию, которая никогда не прерывалась. Другие признают, что знания о славянском язычестве очень фрагментарны, и в этом случае утверждают существенность не формы или деталей религии, а её духа. Различается степень синкретичности и отношение к синкретизму. Ряд направлений родноверия признаёт заимствованный характер элементов своих учений, апеллируя к недогматической природе родноверия. Другие относятся к идее заимствования чужих традиций негативно. Ряд направлений отрицает наличие синкретизма в своих построениях. Так, инглиисты, одно из самых синкретических движений в родноверии, утверждают, что они исповедуют самую аутентичную веру. На примере русского неоязычества А. А. Бесков писал о противоречивости соотношения традиций и инноваций. Современные русские волхвы указывают, что они и их последователи — образованные, современные люди, которые вовсе не склонны уходить от мира. Илья Черкасов (волхв Велеслав) считает, что отправление обрядов и использование традиционной одежды полезны, но не являются необходимыми.
Двойственно отношение к индивидуальности. Родноверы могут быть консерваторами и пропагандировать иерархические социальные модели. Но даже в этом случае они считают, что система должна основываться на личных заслугах, а также на свободе и ответственности индивидов. В среде русских родноверов лозунг «Мы не рабы божьи» направлен не только против христианства, но и против таких мифов, как «русский рабский менталитет» и «вечная русская традиция тоталитаризма». В качестве исконно русской формы правления и демократического наследия России рассматривается вече, от которого отказались якобы в результате иностранного влияния. Родноверы стремятся к социальной солидарности, основанной на личной ответственности и социальной справедливости, решения и средства для достижения этой цели различаются. Часто проявлением этого стремления является национализм. Однако сфера солидарности может включать в себя все человечество, а в качестве основы солидарности рассматриваться не только этническая принадлежность, но и общая природа и земля. Фразу «мой Бог рабом меня не кличет» в разговоре с византийским императором произносит главный герой фильма-сказки «Василий Буслаев» 1982 года (режиссёр Геннадий Васильев, в главной роли — Дмитрий Золотухин), представленный как христианин или двоевер, но в то же время свободный русич.
Ряд направлений родноверия относятся к фундаментализму. Однако родноверие, как «природная вера», прославляет разнообразие природы и, таким образом, поддерживает ценности множественности и плюрализма. Идеал «разнообразия природы» может вести к различным выводам. Большинство родноверов признают и ценят культурное, этническое и расовое разнообразие, но для сохранения этого разнообразия предлагают ограничить личную свободу. Этнические различия могут рассматриваться как часть «естественного разнообразия», а межрасовые браки — осуждаться как разрушающие это разнообразие. В своём учредительном заявлении от 1998 года «Объединение родноверов Украины» во главе с Галиной Лозко (Зореславой) утверждало, что многие мировые проблемы проистекают из «смешения этнических культур», которое привело к «разрушению этносферы», являющейся неотъемлемой частью биосферы Земли.
А. В. Прокофьев, С. Б. Филатов и А. С. Коскелло рассматривают неоязычество как комплексное мировоззрение, в основе которого лежит путь личного самосовершенствования. Неоязычник считает себя частью мира, который и есть Бог, свободной творческой личностью.
Историк В. Б. Яшин выделяет следующие основные черты славянского неоязычества:

— Древние представления о мире, хранителями которых провозглашают себя адепты неоязычества, трактуются ими как строго структурированная система высших знаний, превосходящая и религиозный догматизм, и материалистическую ограниченность современной науки, но в то же время гармонично синтезирующая элементы веры и научного мышления (что в реальности обычно оборачивается откровенным иррационализмом и эклектикой).
— Неоязыческие тексты и доктрины отличаются, с одной стороны, наукообразием, широким привлечением понятий, идей и достижений современной науки и техники, псевдорациональной трактовкой фольклорных сюжетов и мифологем. С другой стороны, утверждается, что овладение мудростью предков открывает перед адептом сверхчеловеческую перспективу, преобразует его природу и трансформирует в человекобога, а потому неоязычество проникнуто духом мистицизма и магии.
— Соответственно языческое знание преподносится неоязычниками как тайное, ориентирующееся на избранных, посвященных. Подчеркивается прямая преемственность неоязыческих общин (возникающих на наших глазах) с некими глубоко законспирированными, с жесткой организацией, союзами древних волхвов, не исчезнувших с христианизацией.
— В построениях неоязычников, помимо символики и образов национальной традиции, активно используются фрагменты классических оккультно-эзотерических систем типа гностицизма, Каббалы, теософии и т. п.
— Не менее активно в неоязыческие откровения включаются образы и мотивы жанра фэнтези и весь джентльменский набор современного технократического мифотворчества (палеоконтакт, космические пришельцы, летающие тарелки и пр.)
— Неоязыческая идеология отличается внутренней антиномичностью: с одной стороны, неоязычество склоняется к национализму, к культу исключительного величия своего народа, и в то же время оно утверждает универсальность древнего суперзнания, постулирует существование некой исходной «тайной доктрины», положенной в основу всех известных духовных учений. В связи с этим неоязычество свободно вводит в свои построения фрагменты самых разных «чужеродных» традиций.
— В то же время неоязычество открыто противостоит историческим мировым религиям, хотя одновременно берет на вооружение многое из их догматики, культовой практики и т. д.

— Неоязычество представляет собой наиболее политизированное крыло «новых религиозных движений», и даже поначалу принципиально аполитичные объединения сторонников возрождения «славного прошлого» со временем начинают использоваться определёнными политическими силами.
В славянском неоязычестве получили распространение многие идеи Валерия Емельянова (публикации «Десионизация» и др.): кража евреями великой «арийской» мудрости, народная этимология слова «Палестина», евреи как гибриды преступников разных рас и др. Последнее было воспринято такими авторами, как Александр Баркашов, Юрий Петухов, Ю. М. Иванов, Владимир Истархов. Ряд идей Емельянова из «Десионизации» прямо заимствованы писателем Юрием Сергеевым. Под влиянием Емельянова в фантастическую и паранаучную литературу о древних славянах вошёл ряд терминов-маркеров, упоминание которых указывает осведомлённым на то, что речь идёт о конкретной идеологии, но позволяет избежать обвинений в антисемитизме или расизме: «Опалённый стан» (Палестина); «Сиян-гора» (Сион); «Руса-салем» (Иерусалим); пращуры-степняки, путешествовавшие в древности по всей Евразии; Хазария как паразитическое государство (хазарский миф) и др.
Елена Головнева (доктор философских наук) отметила, что идеи инглиистов не были маргинальными среди неинглиистских русских родноверов.

## Идентичность и национальная идея
Национальная идея является одним из важнейших компонентов славянского неоязычества. Во многих направлениях родноверия присутствует «арийская» («славяно-арийская», индоевропейская) идентичность, приобретающая этнорелигиозный облик. «Арийский» идея занимает значительное место в идеологии славянского неоязычества, особенно среди неоязыческих неофашистов. «Арийцы» (чаще: «арии», вариант: «славяне-арии») напрямую связываются со славянами. Как и в представлениях, распространённых до середины XX века, «ариями» считаются не только индоиранские народы, но все индоевропейские народы. Утверждается, что «арии» (славяне) существовали на протяжении тысячелетий или десятков тысяч лет и являются предками значительной части или всех европеоидов, первым цивилизованным народом, носителями древней высокоразвитой культуры и просветителями всего древнего человечества. «Арии» (славяне) якобы всегда играли центральную роль в расцвете любой из древних средиземноморских цивилизаций. Прародина «ариев» часто связывается с территорией России (Русский Север, иногда Зауралье или другие территории России) или с легендарной Гипербореей (также локализуемой на севере России); в среде украинских неоязычников — с территорией Украины, часто с трипольской культурой. В некоторых версиях русские или украинцы изображаются первонародом, создавшим культуру, письменность и цивилизацию для всего человечества. Отсутствие подтверждения этого в историографии объясняется конспирологическими теориями: с периода античности Запад стремился скрыть значимость славянской цивилизации и скрывал славян под различными названиями: шумеры, хетты, этруски, египтяне и др. Возрождению арийского мифа во многом способствует «Велесова книга». Свастику, а чаще её модификации («коловрат»), родноверы считают древним славянским («арийским») символом.
В этом дискурсе этносы понимаются как группы, различающиеся по крови. В понимании многих славняских неоязычников кровь и почва составляют единое целое. В целом для них характерна расиализация окружающей социальной среды. Для многих современных русских и украинских родноверов «раса» представляется фундаментальным понятием, тесно связанным с культурой и историей. Стержнем последней часто объявляется «расовая борьба». При этом «арийцы» отождествляются с «белой расой» или считаются её лучшей частью или авангардом. Им приписывается миссия спасения современного человечества от порабощения евреями, от природной катастрофы или «белой расы» от «наплыва мигрантов».
Современная русская версия арийского мифа, как и его немецкая и в целом европейская версия, представлена двумя направлениями. В рамках одного колыбелью «арийской» цивилизации считаются степи южной России, в рамках другого — территории ближе к полярному кругу. Южная «теория» близка к идеям славянофилов XIX века: первые «арии», они же будущие русские, создавали мощные цивилизации в степной зоне, от Чёрного моря до Каспия или даже до центральной Сибири. «Арии» и славяне часто увязываются со скифами. Северная «теория» непосредственно производна от немецкой модели и почти отсутствовала у славянофилов. По этой версии, колыбелью «ариев» была древняя северная страна Гиперборея, исчезнувшая в результате катастрофы. Населявшая её раса спаслась и мигрировала на территорию будущей России. Гиперборея локализуется на севере России. Сторонники северной «теории» отличаются радикальным расизмом, поскольку арктический миф тесно связан с идеей превосходства первичной «белой расы», наиболее чистыми представителями которой объявляются русские.
Важной локацией в представлениях русских неоязычников является древнее поселение, получившее название Аркаим, обнаруженное в 1987 году в Челябинской области. Многие неоязычники считают его столицей «русско-арийской цивилизации» и «символом русской славы», откуда произошёл исход «протославянской группы арийского народа». Южный Урал рассматривается как вторая (после Гипербореи) прародина ариев, которые пришли сюда из Арктики и основали цивилизацию, давшую основу многим индо-европейским народам, прежде всего славянам. Сторонники этой идеи объявляют Южный Урал центром мира, некоторые отождествляют с легендарным Беловодьем.
Ряд авторов отождествляет «ариев» («арийцев») не просто с «белыми» людьми, а называет их прямыми предками русских или отождествляет с русскими. Так, по мнению Анатолия Абрашкина («Древние росы. Пути миграции», 1999), «арии — древнейшее имя русских». Абрашкин и некоторые другие авторы помещают «русскую прародину» на Русской равнине.
Арийский миф в славянском неоязычестве является частью одного из глобальных феноменов современности, который заключается в создании «традиций». Возврат к рефлексиям на «арийскую» тему принимает множество форм. В религиозном плане наблюдается развитие большого числа движений, ориентированных на «воссоздание» древнего славянского язычества, например в облике «русского национального социализма» Алексея Добровольского (Доброслава); в историографическом плане — стремление демонстрации «славного арийского прошлого русов»; в политическом плане — медленный перенос «арийских» аллюзий из среды экстремистских националистических партий ультраправого толка в политический инструментарий более умеренных групп, например, Партии духовного ведического социализма Владимира Данилова.
По мнению социолога и политолога Марлен Ларюэль, широкая общественность часто не способна увидеть идеологический фон арийского мифа и его исторические связи с нацизмом. В России «арийское возрождение» связано с тезисом о необходимости знать своё национальное прошлое. «Арийская» идея часто воспринимается как проявление интереса широкой общественности к истории, религии и культуре древних славян, и в таком понимании встречает всестороннюю поддержку. Сторонники арийского мифа используют потребность в разработке национальной идеи, предлагая концепцию древности и исторической непрерывности существования народа, которая позволила бы пережить идейный кризис, вызванный исчезновением Советского Союза.

## Любительская лингвистика
В ряде неоязыческих течений значительную роль играют любительская лингвистика (псевдолингвистика). Наряду с собственно псевдонаучными историко-лингвистическими концепциями в неоязыческой среде имеют место анаучные, мифологические построения, лингвистические положения в которых представляют собой набор аксиом. Эти аксиомы предлагается принимать на веру в качестве древних тайных знаний. К числу таковых принадлежат «Всеясветная грамота» и отчасти лингвистические идеи инглиизма. Любительской лингвистикой занимаются многие лидеры, идеологи и популяризаторы неоязычества, включая «переводчиков» «Велесовой книги», таких как Александр Асов. Для неоязычников характерен приём «раскрытия» «глубинных», «исконных» значений слов современного языка путём дробления их на произвольно истолковываемые автором части. В рамках «арийской» идеи распространена мифологизация санскрита, который считается особенно близким к славянским языкам, предком или потомком последних. Филолог Д. Ю. Полиниченко выделяет следующие направления в современной любительской лингвистике, к которым обращаются сторонники и идеологи неоязычества: интерпретация алфавита и любительская фоносемантика; дешифровка и прочтение древних надписей — любительская эпиграфика; этимологические и лингвоисторические построения. В то же время в неоязыческой среде имеет место и критическое отношение к любительским построениям. Отмечается умышленная и в ряде случаев гипертрофированная архаизация языка письменных работ славянского неоязычества, а также обусловленное стремлением к торжественности и весомости непредумышленное использование церковнославянизмов; используются старославянская кириллица и шрифты, восходящие к средневековому русскому полуустав — то есть христианское по своему происхождению письмо.

Символ «Всеясветной грамоты»

Наиболее ранним «лингвистическим» учением славянского неоязычества является «Всеясветная грамота» («ВсеЯСветная Грамота»), созданная в конце 1970-х годов автором эзотерического учения А. Ф. Шубиным-Абрамовым. Эта «древная русская грамота» состоит из 147 знаков и имеет возраст в 7500 лет. По мысли автора, буквы в произведениях классиков и древних текстах не «плоские», а пространственно определённые. В прошлом человечество якобы умело читать пространственную письменность, но затем люди деградировали. «Всеясветная грамота» содержала в себе колоссальные «ведические знания» и была дана людям Творцом, или «Учителями». Шубин-Абрамов и его последователи рассматривают каждую отдельную букву этой грамоты как обладающую огромным «мировоззренческим смыслом» («многомерный материализующий объект»), любое русское слово — как аббревиатуру, носитель сложной зашифрованной информации, «раскрытие» которой даёт фразы, наделённые «глубочайшим смыслом». «Человеческую систему жизни» Шубин-Абрамов называл «АРИйской». Деградация знаний — «обрезание» — произошла по воле «злых сил» — «оккупантов-ивритов». Он полагал, что для «возрождения Отечества» необходимо вернуться к исконной азбуке и восстать против «ивритов». Неоязыческая концепция «Всеясветной грамоты» популяризируется в сочинениях ряда авторов. Некоторые русские неоязычники используют составленный Шубиным-Абрамовым календарь, в котором на основе принципов «Всеясветной грамоты» объясняются многие термины и даётся представление о самом учении.

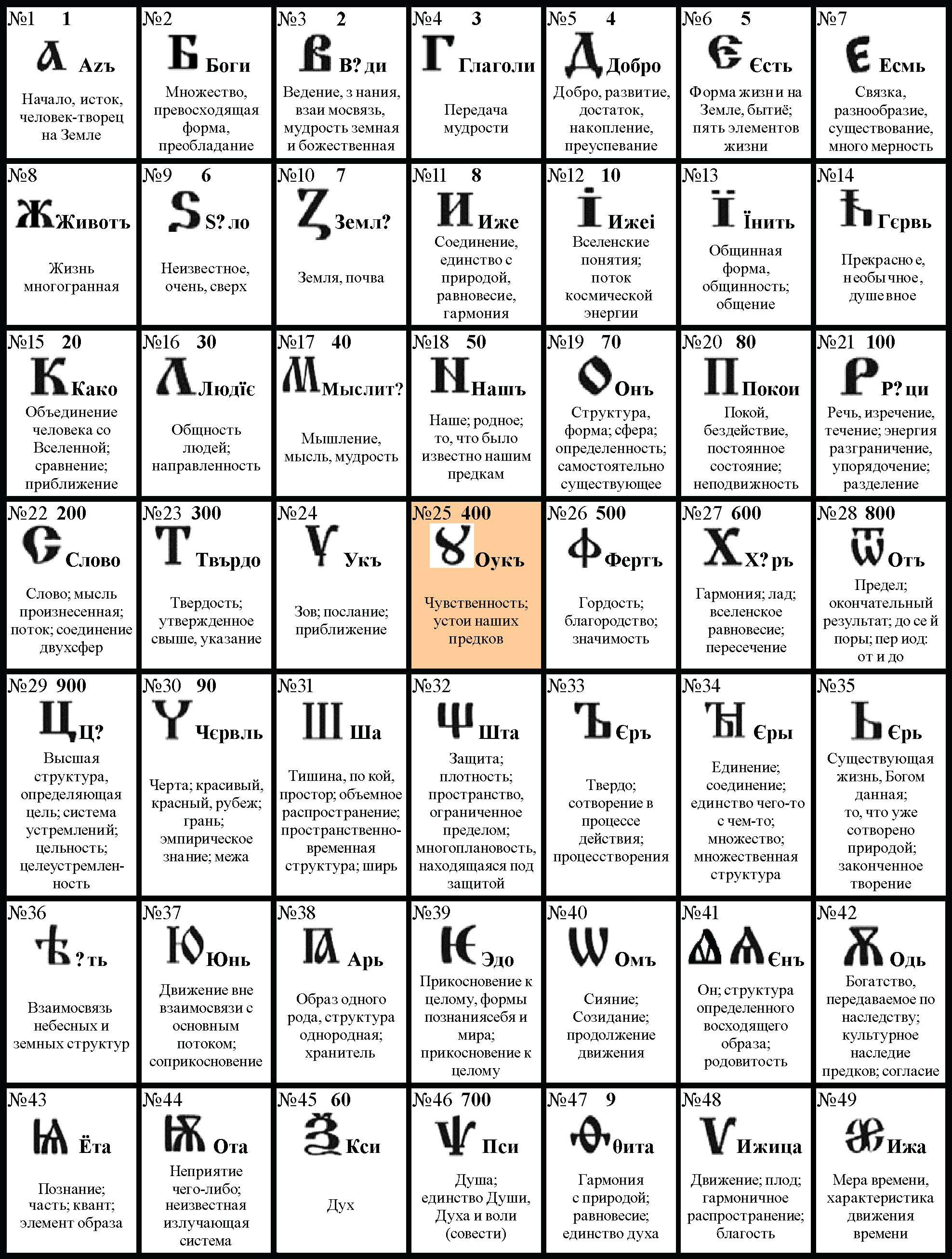
«Буквица», согласно учению родноверов, исконный алфавит древних славян

Распространённым сконструированным алфавитом является «буквица» («древлесловенская буквица»), «образный алфавит», якобы лежащий в основе русского языка и представляющий собой алфавит из 49 букв в виде таблицы 7*7 (7 — сакральное число). Утверждается, что каждая буква этого алфавита и слоги из двух букв заключают в себе некий «мыслеобраз», скрытое значение. Из этих образов-букв в русском языке были созданы все слова, а зная образы, можно раскрыть истинный сакральный смысл любого слова. Значения этих образов максимально размыты, в результате чего под них можно подвести любое слово. «Буквица» представляет собой видоизменённую кириллицу с добавлением нескольких символов из других алфавитов и произвольными названиями и трактовкой букв. Никаких доказательств аутентичности этого алфавита его сторонники не приводят. Идея буквицы, как и других подобных алфавитов, предполагает, что люди должны были изобрести «язык из букв» прежде, чем составили из них слова, то есть создать построенную на образах письменность, ещё не умея разговаривать.
Популярна так называемая «Ра-теория», в рамках которой вопреки морфемному составу слов и их историческому развитию в словах произвольно вычленяется «корень ра», якобы означающий «солнце», «свет», в результате чего слова обретают нужную автору позитивную или негативную трактовку. Эта идея, наряду с другими подобными произвольными делениями и трактовками слов современного языка, была использована в произведениях неоязыческого писателя Сергея Алексеева и популяризирована сатириком и сторонником неоязыческих идей Михаилом Задорновым.

## Космология и пантеон

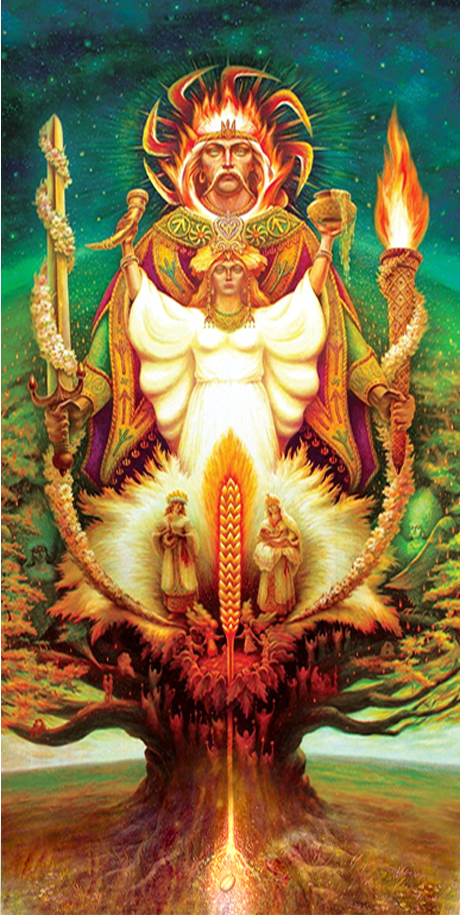
Мировое древо в РУН-вере (силенкоизме), художник Виктор Крыжановский

Согласно славянскому неоязычеству, мир существует по вселенским законам. Эти законы могут называться законам Сварога. Бог-Род скорее не творил мир, а упорядочил Хаос, дав ему Закон, который и является смыслом существования. Род (Единый) тождествен Закону.
В восточнославянском родноверии часто присутствует триада Явь, правь и навь, заимствованная из «Велесовой книги» (и, соответственно, сформулированная её создателем-фальсификатором). Мир разделяется на Явь (явный мир, где живут люди), Правь (мир светлых богов) и Навь (мир, в котором обитают тёмные божества, подземный мир, не только загробный мир, но и альтернативная вселенная, существующая по другим законам). Многие неоязычники разделяют идею параллельных миров, пересекающих мир людей.
Образом устройства видимого мира является мировое древо. По одной из версий, ветвей у древа, как и миров, девять. Доступ в эти миры возможен для людей, которые достигли определённого уровня просветления.
Большинство родноверов почитают таких богов, как Род, Сварог, Дажьбог, Перун, Велес, Жива, Коляда, Купала, Лада, Макошь, Марена, Святовит, Семаргл, Стрибог, Белобог, Чернобог, Ярила, Хорс. Большинство «родноверческих» богов в древнеславянском язычестве неизвестны и в качестве богов представляют собой фольклорные персонажи или результат «кабинетного» мифотворчества. К таковым принадлежат Дана, Лель, Полель, Дидо, Ладо (Лада), Купала, Коляда, Ярила, Курент, Троян, Род, Марена и др. К этом ряду относится Белобог и, вероятно, Чернобог (в отличие, например, от Перуна и Велеса, фиксируемых в аутентичных источниках).
Разнообразие неоязыческих представлений выражается, в том числе, в выборе верховного бога-покровителя — Сварог, Род, Велес, Ярила, Перун и др.

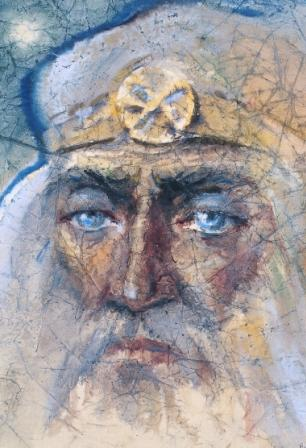
Бог Род в РУН-вере, художник Виктор Крыжановский

На основе выводов Б. А. Рыбакова верховным богом славян часто считается Род. Однако в источниках по язычеству древних славян бог Род не прослеживается.
В большинстве славянских неоязыческих учений присутствует Бог-творец (Род, Сварог), иногда рассматриваемый как Единый и Неделимый и сотворивший мир (миры). Он родил богов-творцов Земли, мужское и женское начала (Сварог и Лада), давших жизнь другим богам. Главным русским богом после Творца (Рода) считают Сварога (иногда отождествляемого с Родом, либо являющегося его сыном/отцом) — творца вселенной, Перуна — громовика, бога воинов или Даждьбога — солнечного бога. Распространён пантеизм. Мир считается божественным, в нём сливаются боги, и миры. Род считается богом, давшим начало миру и им являющийся. Род скорее безличен. Монотеизм рассматривается как упрощение традиции, тогда как «исконно арийское мышление» — как значительно более сложное, чем привнесенное христианское. Понятие о богах может заменяться на эзотерическое понятие о силах. Другие боги рассматриваются как эманации Рода, его лики и проявления в виде стихий и энергий, которые считаются личностными явлениями, со своими сознанием и волей.
В объединении «Схорон еж словен» утверждается, что моральные правила и ценности устанавливаются через обожествление предков по мужской линии как бога Рода и предков по женской линии как богини Родины (Берегини). В календаре идеолога неоязычества Александра Белова (1998) на 24 сентября приходится праздник Рода и рожаниц. Лев Прозоров утверждал, что у древних славян было единобожие. Вслед за Б. А. Рыбаковым он считал, что таким единым богом был Род. В инглиизме Род Небесный и ещё несколько богов рассматриваются как предки людей.
Сварог, как правило, считается Богом Неба, отцом всего сущего, в том числе славян. Утверждается, что Сварог подарил людям первые плуг и кузнечные клещи, научил выплавлять медь и железо, а также установил законы.
Перун считается громовником, богом воинов и соперником Велеса, в то же время воплощением оплодотворяющих землю весенних гроз. Согласно книге «Десионизация» одного из основателей русского неязычества Валерия Емельянова, в представлениях «венедов» («арийцев») присутствовало «триединство трёх триединых троиц»: Правь-Явь-Навь, Сварог-Перун-Световид, Душа-Плоть-Мощь. В отдельных течениях Перун может быть верховным богом-покровителем. В Петербурге с 1992 года действовало первое неоязыческое Купчинское капище Перуна. Имя Перуна является распространённым в названиях неоязыческих объединений (Ижевская славянская община «Дети Перуна», Пятигорская славянская община «Дети Перуна», «Перунова община» в Красноярском крае, Днепропетровская община Сичеславский Природный искон «Перунов знак» «Славянская община храма мудрости Перуна» — последняя входила в движение инглиизма). В Новокузнецке существует «Славянская община», выпускающая журнал «Перун». Издавался также журнал «Гнев Перуна». В рамках славяно-горицкой борьбы Александра Белова идеология построена на культе Перуна, воинской чести и доблести. Имеет большое число последователей в России. В славяно-горицкой борьбе Перуну посвящается четвёртый день недели. В календаре Белова (1998) на 23 июля приходится Громовик (Перунов день). В Омске последователями инглиизма создан «древнерусский храм» «Капище Веды Перуна», или «Храма мудрости Перуна». В. В. Солохин (Яросвет) из организации «Духовно-родовая Держава Русь» (Астрахань) имел «должность» «министр Перуна».
Дуб (иногда сосна) в славянском неоязычестве считается обладающим большим мифологическим потенциалом и рассматривается как дерево Перуна. В объединении «Схорон еж словен» у «священного» векового дуба проводятся регулярные обряды. Дуб, «отмеченный Перуном» (ударом молнии), считается священным в «Калужской славянской общине». В славянском неоязычестве используется «коло» или «перуница», крест из шести (реже восьми) лучей или лепестков, вписанный в круг (например, 6- и 8-и-лучевая розетка в «Московской славянской общине»). Александр Асов в качестве знака Перуна предлагал левостороннюю красную свастику, заключенную в красную же окружность. Золотая трёхлучевая свастика в белом круге на синем поле в качестве знака Перуна — покровителя воинов, «символ мужества и справедливой борьбы» является символом «Русского освободительного движения» (РОДа в Санкт-Петербурге, с 1992 года), которое боролось за создание «чисто русского» государства. Критиками указывается на отсутствие каких-либо славянских прототипов этого символа и на его сходство с эмблемой, используемой неонацистским Африканским движением сопротивления в ЮАР.
Велес может считаться богом плодородия, сельского хозяйства, животноводства, богатства, знаний, мудрости, пения (поскольку в «Слове о полку Игореве» сказитель Боян назван «велесовым внуком»). Велес рассматривается как соперник Перуна и проводник в царство мёртвых, поэтому он обитает на мира живых и мира мёртвых, в отличие от светлых богов, живущих в Ирии и тёмных, обитающих в Пекельном царстве. В славянском неоязычестве присутствует два направления — воинственные поклонники Перуна и природосообразные поклонники Велеса. Нисхождение в загробный мир приносит герою всеведение, особую мудрость, часто связанную с поэтическими особенностями, поэтому Велес также считается богом мудрости и поэзии. В неоязычестве утверждается, что он — сын небесной Коровы и Первобога Рода, один из самых древних индоарийских богов, сначала в качестве покровителя охотников, затем скотоводства и богатства. Образ Велеса возводится неоязычниками к образу медведя. В неоязыческой интерпретации борьба святого Георгия со змием понимается как борьба Перуна с Велесом, похитившим у него коров.
В отдельных течениях Велес может быть верховным богом-покровителем. Имя Велеса является распространённым в названиях неоязыческих объединений («Велесов круг», «Московская Велесова община», «Колесо Велеса», «Велесовы внуки», «Велесова тропа»). В объединении «Велесов круг» Велес считается верховным богом и богом мудрости. Последователи движения «Общество Нави» считали себя приверженцами «нордической славянской мифологии», принесённой «белому человеку» Велесом. Идеолог неоязычества Александр Асов предлагал «знак Велеса» из двух наложенных друг на друга трёхлучевых звёзд в виде шестилучевой на традиционном фоне.
Дажьбог рассматривается как бог солнечного света (не самого светила), тепла, урожая, плодородия вообще (родноверы понимают его имя как «бог жары», «дающий бог», «податель всех благ»). Его символами считается золото и серебро. Почитается как защитник. Родноверы (вслед за «Словом о полку Игореве») называют себя его внуками.
Макошь считается богини земли, судьбы, урожая, великой матерью всего живого, богиней женских работ. Макошь-Земля олицетворяет женское начало природы. Общины, состоящие в основном из женщин, в качестве объекта поклонения выбирают Макошь, реже Сварога.

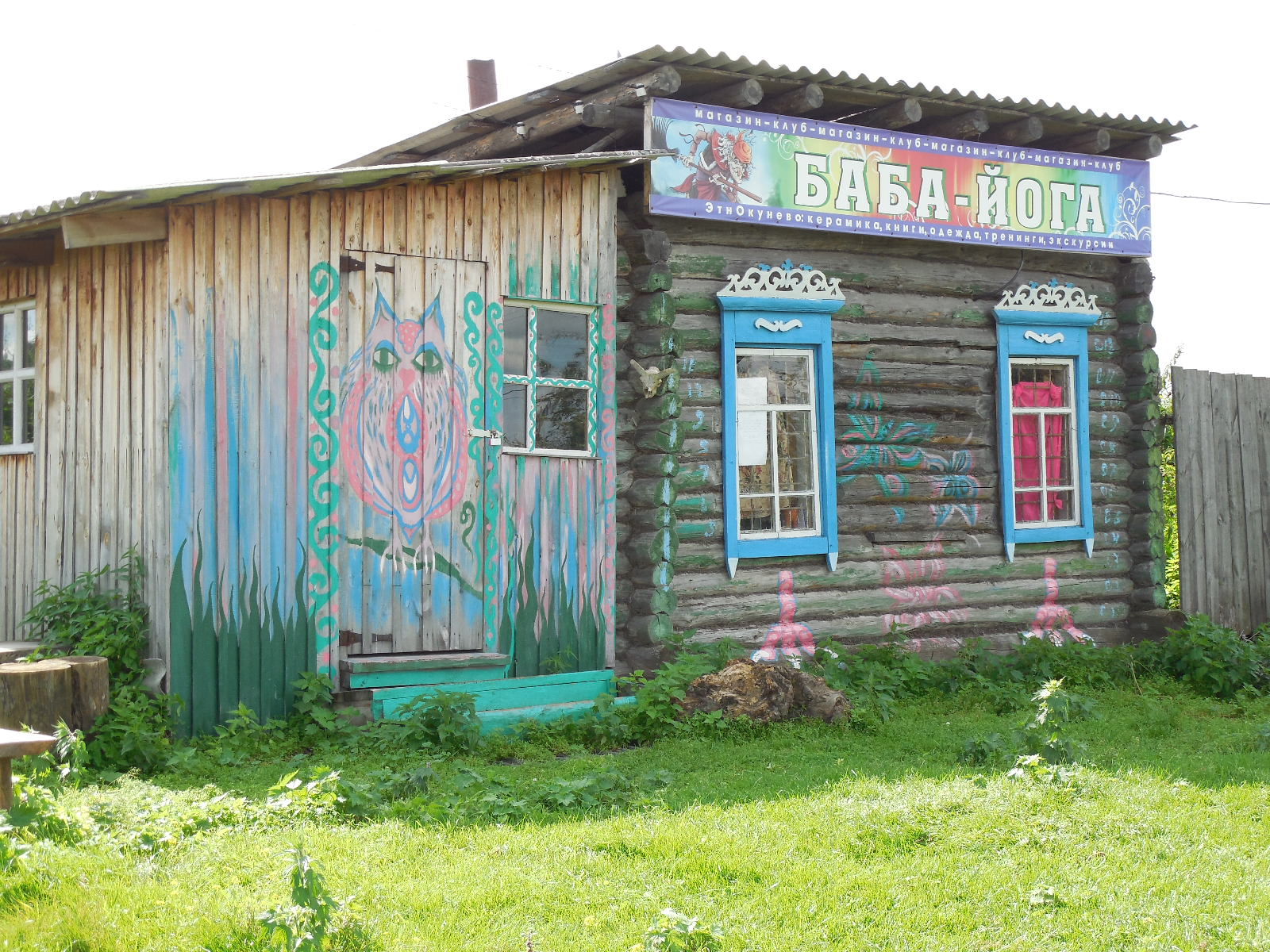
Клуб «Баба-Йога», Окунево, Омская область

Функции богов часто строго распределены, однако возможно их совмещение и дублирование. Боги могут считаться ипостасями Единого Бога, проявлениями (стихиями) Природы, явными сторонами (ликами) Всебога (например, в «Схорон еж словен»), либо действовать в триадах (Великий Триглав в инглиизме): созидатель — разрушитель — гармонизатор («Крина»). Перечень богов, входящих в Триглав (три главных бога), варьируются в различных течениях. В «Велесовой книге» в прославлении Великого Триглава фигурируют Сварог, Перун и Святовит. Великий Триглав дополнен четырьмя малыми: 1. Хорс и Велес, Стрибог; 2. Вышень, Леля, Летеница; 3. Радогощ, Коляда, Крышень; 4. Сива, Яр, Дажьбог. Порядок Триглава зависит от ориентированности общин: «реконструкторы воинских традиций» на первое место ставят Перуна, интеллектуалы, как правило, Велеса. В некоторых вариантах Триглава (Род, Белобог и Чернобог) два дуальных бога («тезис» и «антитезис») рассматриваются как ипостаси недуального, а тот — как их синтез. Так, Белобог (условный Страж Порядка) и Чернобог (условный Страж Хаоса) могут считаться ипостасями Рода, а сам Род как Универсум — существующим как результат единства и борьбы Белобога и Чернобога.
В пантеон могут включаться также боги местного значения, духи места — лешие, домовые. В этом проявляется обожествление мира и представление, что мир пронизан проявлениями Рода, многие из которых являются олицетворениями стихий и личностями: Перун, Велес и др. Такими же личностями считаются духи мест.
Присутствует культ предков. Считается, что существует неразрывная связь между предками и ныне живущими и духи предков оказывают покровительство своему роду.
Родноверы также используют идеи, принципы и терминологию других религиозных систем. Часто присутствует идея монотеизма, например, Всебог в объединении «Схорон еж словен». Родноверческая концепция «древнеславянского монотеизма», в рамках которой все боги считаются проявлениями единого бога, присутствует в «Велесовой книги». В большинстве славянских неоязыческих учений присутствует Бог-творец (Род, Сварог), иногда рассматриваемый как Единый и Неделимый и сотворивший мир (миры). Он родил богов-творцов Земли, мужское и женское начала (Сварог и Лада), давших жизнь другим богам. Монотеизм может сочетаться с пантеизмом (например, в «Схорон еж словен»). Прослеживается влияние неоиндуистских течений. В ряде течений, под влиянием того же «арийского христианства» присутствует видоизменённая идея Троицы («триединство трёх триединых троиц» В. Н. Емельянова); заимствуются и другие христианские идеи. В ряде случаев используется «руническая магия» и иные элементы западного неоязычества.
Ряд авторов (В. Н. Емельянов, В. Ю. Голяков, К. П. Петров, Ю. Д. Петухов, Г. С. Лозко, В. М. Дёмин (полковник в отставке, Омск), Ю. В. Сергеев, С. Г. Антоненко, Л. Н. Рыжков) пытался доказать, что идеи монотеизма («ведического монотеизма») и Троицы были самостоятельно разработаны славянским язычеством или «арийской» религией.
Начиная с идеологов «Велесова круга» Доната Гасанова (Богумила) и Ильи Черкасова (Велеслава), а также альманаха «Warha» сообщества «Svarte Aske», в рамках славянского неоязычества появилась мода на тёмных божеств. Велес и Мара, тёмная ритуалистика и символика привлекают в движение новых участников и существенно расширили границы культовой среды — потенциальных неоязычников. Мара и Велес почитаются почти всеми неоязыческими объединениями, то введение в пантеон сконструированного Рыбаковым на основе текста народной игры бога Ящера становится новацией немногих сообществ. Образ Яши из текста народной игры в прочтении Рыбакова в неоязычестве претерпел трансформацию и наполнился элементами новой мифологии. Ящер является «удобным» персонажем для неоязычников. Согласно Рыбакову, Ящер — «не разгаданный полностью владыка подземно-подводного мира». Эта идея провоцирует собственное новоязыческое «прочтение» образа «бога-крокодила».

## Антропология и этические принципы
Антропология славянского неоязычества заключается в идеи, что «арии» (славяне) являются потомками богов («Дажьбожьи внуки»), которые не господа, а друзья и родственники. «Арийцы» являются хозяевами этой земли. Человек волен выбирать себе пантеон в зависимости от условий жизни, возраста и др. Утверждается, что мир Яви принадлежит людям, и они определяют его судьбу. Боги часто считаются стихиями, силами, но не хозяева, поэтому поклонение им не признаётся, возможно лишь их почитание и прославление.
В некоторых направлениях присутствуют такие заимствования из индуизма как законы кармы (причинно-следственных связей), в том числе реинкарнации. При этом утверждается, что данные идеи являются частью исконно «арийского» (славянского) мировоззрения. Считается, что личность при реинкарнации теряется. Но возможен и другой путь — если на протяжении всей жизни человек прославил свой род, после смерти он может быть причтён к богам.
Согласно славянскому неоязычеству, смерти как таковой не существует. Есть состояние посмертия, пребывая в котором, человек не лишается сознания и ждёт своего перевоплощения в Нави — проводятся параллели с античным Аидом. После телесной смерти человек может остаться в Яви как охранитель своего рода — чур или домовой. Он может уйти на Велесовы луга в Нави, ожидая своей участи, либо быть причтённым богам и героям в Ирии (Прави) и творить судьбу других миров.
Утверждается, что вселенские законы имеют характер не заповедей, как в христианстве, а неопределённого этического императива («живи сам и не мешай жить другим», «живи в согласии с Миром» и т. п.). Часто не признаются понятия добра и зла и существуют понятия Правды и Кривды как противоречия законам мира, которое ощущается интуитивно. Одним из основных императивов считается закон целесообразности — следования тому пути, который наиболее удобен и наименее вреден. Если в ряде религий всё зависит милости божества, «арии», по мнению неоязычников, не нуждались в раболепствовании перед богами, но лишь в умении делать правильный выбор. Побеждает не «хороший» или «добрый», а мудрый (знающий законы и силы природы) и сильный (умеющий использовать силы природы и свою силу). Неоязычники считают, что человек делает выбор славить богов (знать, уважать естественные законы и использовать их для своего блага) либо молиться «лжебогам» (включая христианского) и погибнуть (не знать и не соблюдать законы природы).
По мнению неоязычников, отличие «арийского» мистицизма от христианского в его практической целесообразности. Он включает познание себя, познание мира и богопознание. Этот мистицизм пантеистичен, он отождествляет бога и его творение. Другое отличие неоязыческого мистицизма от христианского обусловлено его целенаправленностью, это постижение силы и знания, тогда как христианский, по мнению родноверов, представляет собой самоуничижение и самоуничтожение. Духовная практика рассматривается как алгоритм обретения силы. «Арий» следует естественному закону. Считается, что естественный закон аморален, то есть не имеет отношения к морали. «Арии» не имеют морали, но знают «технику безопасности». Присутствует представление о законе кармы.
Вопреки христианской идее «зло внутри нас» в родноверии с «ариям» связывается только добро, в то время как зло — «вне нас», зло несут «чужие». Неоязыческие неофашисты противопоставляют иудаизму и христианству ценностный комплекс «здоровой арийской цивилизации», исходящей из вселенского закона, «арийские» моральные идеалы расовой и половой чистоты. Христианской морали милосердия противопоставляется идея господства своего рода, клановое братство и кровная месть.
Иногда имеются заповеди (например, в инглиизме).
В славянском неоязычестве изобретаются и используются по-старому звучащие имена — Селидор (имя не является русским по своей структуре), Доброслав, Велимир, Велемудр и др.

## Взгляды на будущее
Славянское неоязычество часто имеет пророческую, мессианскую направленность. Родноверие видит причину проблем современного общества в предательстве по отношению к исконному языческому мировоззрению, в котором концентрировалась мудрость предков, и в отказе от традиционного образа жизни. Современная христианская и техногенная цивилизация рассматривается как нарушающая естественный миропорядок. Будущее видится в возвращении «золотого века», якобы потерянного при христианизации. Путь к спасению, согласно славянскому неоязычеству, должен лежать через отказ от губительной идеологии «иудеохристианства», по мнению неоязычников, культурно или расово чуждого славянам и ставящей своей целью разрушение или уничтожение славянской культуры.
Утверждается, что нынешнему «железному веку» на смену придёт «золотой век», в котором будет преобладать язычество. Считается, что современный мир стоит на краю «последней катастрофы», сумерков богов, после чего произойдёт реставрация «истинной традиции». Предвестником этой реставрации считается «возрождение язычества» (появление неоязычества). Эта схема близка к языческой концепции мировой истории — от «золотого века», в который человечество жило в согласии с природой, к «железному» — эпохе разрушения традиционных ценностей, и наоборот.
Под влиянием эзотерики, нью-эйдж и неоиндуизма распространена идея о скорой смене эпохи Кали-юга, или эры Рыб, эпохи войн и беззаконий, эрой Водолея, эпохи мира и справедливости. В отличие от теософа Элис Бейли, одной из основателей нью-эйдж, которая понимала эру Водолея как эпоху установления подлинного единства человечества с единой религией и мировым правительством, родноверы, подобно основателю эзотерического гитлеризма Мигелю Серрано рассматривают эту грядущую эпоху как благоприятную именно для «арийцев» (у родноверов также славян). Эти взгляды основаны на концепции циклизма, отождествляющей историческое развитие с разложением Примордиальной традиции. Каждый цикл завершается глобальной катастрофой, после чего происходит возвращение к исконной традиции и восстановление гармонии.
Во многих направлениях родноверия славянам или русским приписывается историческое и культурное или расовое превосходство над другими народами. Эта идеология включает русское мессианство, русский народ считается единственной силой, способной противостоять мировому злу и повести за собой остальной мир. «Арийская» идея ставит перед Россией задачу построения аналога «Четвёртого рейха», новой «арийской» империи мирового масштаба. Русский арийский миф отвергает любые территориальные споры, поскольку русский народ изображается абсолютно автохтонным на всей территории Евразии. Реже встречается модель этнонационального государства, связываемого с сепаратизмом отдельных русских регионов. Предполагается раздробление России на несколько русских национальных государств, лишённых этнических меньшинств. В обоих случаях считается, что сплочение общества в новом государстве должно строится на единой «родной вере».
В советское время основатель движения русского ведизма (направления славянского неоязычества) Виктор Безверхий (Остромысл) почитал Гитлера и Гиммлера и в узком кругу своих учеников пропагандировал расовые и антисемитские теории, призывая к избавлению человечества от «неполноценного потомства», якобы возникающего вследствие межрасовых браков. Таких «неполноценных людей» он называл «ублюдками», относил к ним «жидов, индийцев или цыган и мулатов» и считал, что они мешают обществу достичь социальной справедливости. В возрасте 51 года он принёс клятву «посвятить всю свою жизнь борьбе с иудейством — смертельным врагом человечества». Текст этой клятвы, написанной кровью, был обнаружен у него при обыске в 1988 году. Безверхий разработал теорию «ведизма», согласно которой, в частности: «В случае победы фашизма все народы будут просеяны через сито определения расовой принадлежности, арийцы будут объединены, азиатские, африканские и индейские элементы поставлены на свое место, а мулаты — ликвидированы за ненадобностью».
Один из основателей русского родноверия Алексей Добровольский (Доброслав) осуждал «иудохристианское мракобесие», которое якобы привело мир к экологической катастрофе. Он писал, что Ярило-Солнце скоро сожжёт наиболее чувствительных к повышенному ультрафиолетовому излучению, к которым он относил прежде всего евреев. Гибель «иудохристианского» мира, по его мнению, положит начало «нашей новой эры». Выжить удастся лишь «новым людям», солнцепоклонникам. Последователь Доброслава А. М. Аратов, директор издательства «Русская Правда» писал о наступлении Эры России и скором конце христианства и иудаизма. Владимир Авдеев (позднее создатель учения «расология» о превосходстве «нордической расы» над другими; член «Московской славянской языческой общины» Александра Белова) в книге «Преодоление христианства» (1994) писал об ущербности эры Рыб, связанной с господством монотеистических религий, и будущей благословенной космической эре Водолея, призванной вернуть человечество к исходному первозданному благоденствию. Авдеев, связывал будущее с установлением «наднационального, континентального, планетарного миросозерцания», чему должен помочь «национальный пророк». Будущее, по его мнению, за Евразийским объединением народов, основанном на общем «арийском учении». Позднее Авдеев отказался от евразийских идей и пришёл к расовому учению. Культурный центр «Вятичи» в «Русском языческом манифесте» 1997 года (Николай Сперанский — Велимир и др.) на пороге третьего тысячелетия объявил конец «ночи Сварога» и «утро нового великого дня богов». Виктор Безверхий (Остромысл) в 1998 году предсказывал гибель «цивилизации ссудного процента и рабства» в 2003 году. По его словам, «расены» должны быть к этому готовы, поэтому им необходимо изучать «героизм императора Тита, разрушившего Иерусалим». Владимир Истархов предрекает, что в эру Водолея произойдёт возрождение языческих богов, и «арийская мощь» одержит победу над «еврейским дьяволом».
Председатель Фронта национально-революционного действия, Илья Лазаренко предсказывал приход «Третьей Руси», «тысячелетней национал-социалистической Империи», призванной открыть «эпоху Новой Сакральной Цивилизации». Согласно психологу-гипнотизёру Виктору Кандыбе («пророк» Канди), русы некогда построили Русскую империю и обладали мировым господством. Русская власть над миром, по его мнению, неоднократно имела место в прошлом и шла лишь на пользу различным народам. Он призывает к «победе Яви» — возвращению этого статуса, что, по его мнению, неизбежно произойдёт в будущем. Для этого Кандыба предлагает создание мощного «Русско-Исламского Союза», восстановление «Русской религии» и полного «уничтожения Зла» — западного мира, якобы управляемого евреями («русалимами»), вплоть до применения ядерного оружия. Возможную гибель русских от ответного удара Кандыба оправдывает эзотерической идеей, что русским всё равно рано или поздно суждено превратиться в «лучистое бессмертное человечество из Света» и раствориться во Вселенной. Борьба с христианством и евреями, по его утверждениям, должна закончиться окончательным Холокостом.
Согласно «Славяно-арийским ведам», текстам инглиизма, написанным основателем движения Александром Хиневичем, вековая и неизбежная конфронтация между «силами Света» («славяно-ариями») и «миром Тьмы» (евреями и христианами) должна обостриться в нынешнюю эпоху, когда «великий жрец» (собственно сам Хиневич) пытается вернуть «великой расе» древнюю веру предков. Выражается вера в победу «славян и ариев» и поражение «чужеземцев». Утверждается, что «очистится Святая Земля [земля славян и ариев] от тысячелетнего рабского ига чужеземных ворогов». Возмездие будет суровым: все потомки «чужеземных ворогов» погибнут в очистительном пламени. Такая же участь ожидает и всех повинных в преступлении «кровосмешения» (межрасовых браках), ведущем к «деградации Расы и рода». Спасутся лишь идущие по «Пути Света», то есть последователи Хиневича. Предрекается, что всё это произойдёт в самое ближайшее время с окончанием эры Рыб и наступлением эры Водолея, когда вспомнится и вернётся давно забытое. Содержится призыв к активным действиям: «Изгоняйте из краёв ваших чужеземных ворогов», ибо «губителен свет Иномирья», а «лучи Иномирья вредны для здоровья».
Против «великодержавия» и имперской идеи, ассоциируемых с «Евразийским проектом» выступает праворадикальный неоязыческий деятель Алексей Широпаев. Он не разделяет антизападничества: на «белом» Западе он предлагает искать расовых союзников. Широпаев высказывает сомнения в единстве русского народа и рассматривает его как конгломерат субэтносов, различающихся как психологически, так и физиологически. По этой причине он выступает сторонником русского сепаратизма, полагая, что в нескольких небольших русских по составу государствах будет легче отстаивать интересы русских, чем в большой многонациональной империи. Их центром притяжения, по его мнению, должна стать «Великая Русь», включающая центральные и северо-западные районы России. Она должна стать гомогенной в «культурно-расовом» отношении и ориентироваться на немецкие расовые идеи. Этот этап Широпаев рассматривает как промежуточный на пути к периоду, когда конфедерация русских республик станет плацдармом для «новой белой колонизации» и образования «современной неоколониальной империи». Позднее Широпаев заявлял об идее разделения России на семь русских республик и превращение её в «федеративное содружество наций», где нация понимается не в этническом, а в политическом смысле. Вместе с другим праворадикальным неоязыческим деятелем Ильёй Лазаренко Широпаев утверждал, что проект «российской нации» провалился, поскольку в приоритете у населения России сохраняется этничность. С этими идеями Лазаренко и Широпаев выступали на Десятых Старовойтовских чтениях 22 ноября 2013 года в Высшей школе экономики в Москве. Центральный федеральный округ Широпаев предложил преобразовать в Республику Залесская Русь и формировать в ней «залесское самосознание». Лазаренко руководит движением «Залесская Русь».

## Социальная модель

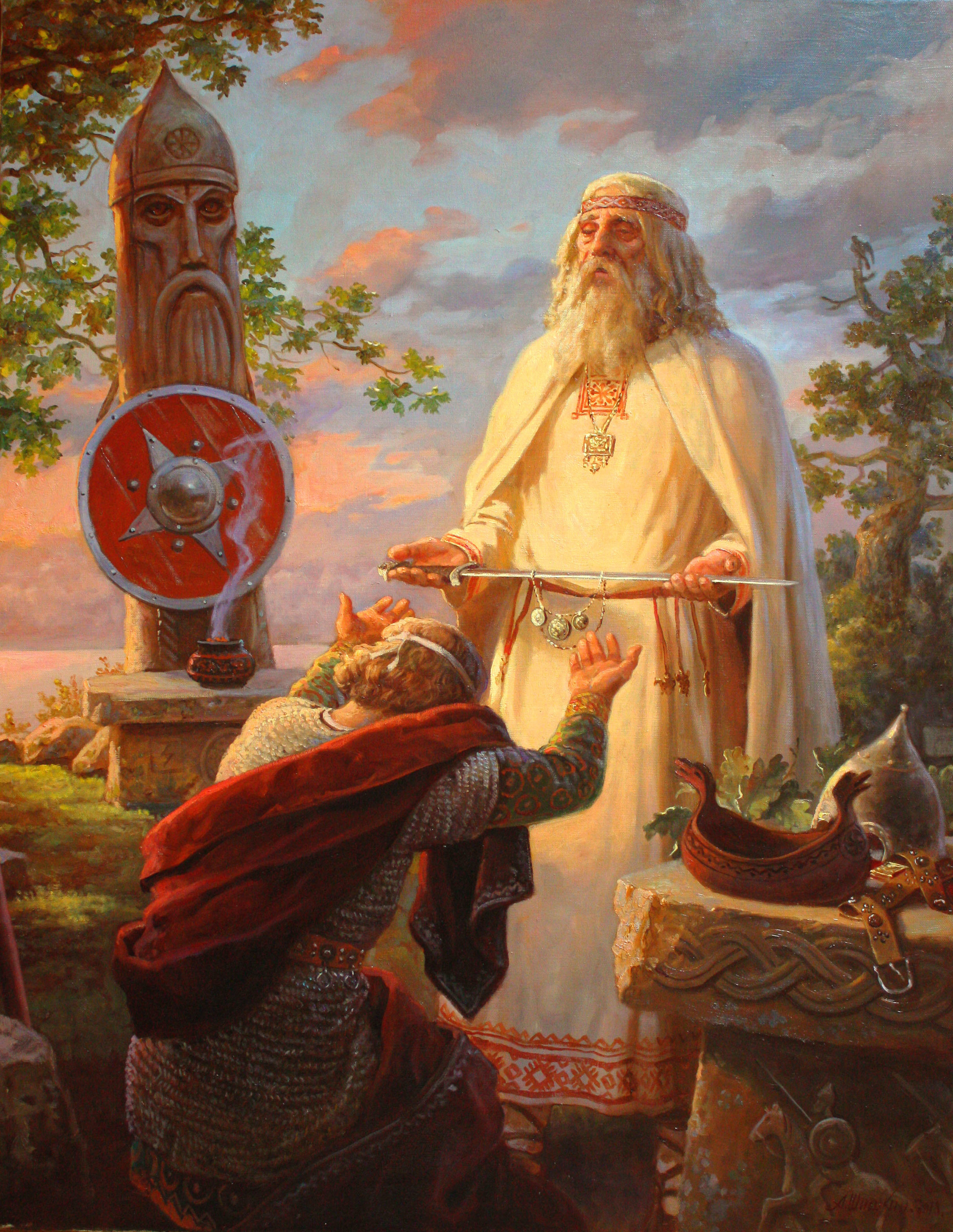
«Благословение ратника», Андрей Шишкин

Согласно славянскому неоязычеству, исконное «арийское (славянское) мировоззрение» в эпоху «золотого века» включало «арийские» моральные идеалы расовой и половой чистоты, с которыми был связан строгий социальный порядок, основанный на иерархии и корпоративном устройстве общественной жизни, что близко к идеям национал-социализма (например, «языческий социализм» Доброслава и его последователей). Считается, что в будущем произойдёт возврат «золотого века».
Привлекательным для славянского неоязычества является растворение личной воли и ответственности в общинной воле, действиях толпы, где стержнем является воля вождя, автора конкретного учения. Община понимается как биологическое, расовое единство.
Идеалом славянского неоязыческого социального устройства является жизнь традиционного общества на природе. Некоторые неоязычники переезжали из города в деревню (Доброслав, Анатолий Рядинский — Берендей). Идеалом общественного устройства, к которому следует стремиться, считается система каст, где, по мнению неоязычников, каждый человек занимает своё место и занимается своим делом. Имеют место отсылки к индуистской системе из трёх варн. Но славянские неоязыческие идеи ближе к незамкнутой сословности, чем к индуистской модели. Считается, что принадлежность к касте должна определяться не рождением, а личностными характеристиками.
Русское неоязычество ориентировано на патриархальные традиции. Руководство общинами и политическими партиями осуществляется, как правило, мужчинами. В экологическом аспекте делается акцент на «экологии культуры», переходящей в идею «чистоты крови».
«Возрождение» одними родноверами предполагается мирным путём, другими — силовым, через свержение существующего режима и захват власти. Для этой цели разработано несколько программ. Часто предполагается построение теократического государства под управлением жреческого (волховского) сословия и со связкой жречества и военизированной касты. Отсюда интерес родноверия к силовым структурам и спортсменам. По мнению историка и религиоведа Р. В. Шиженского, родноверы стремятся построить полузакрытый социум внутри своей страны.

## Обряды и праздники
Порядок ритуального взаимодействия с богами каждая община определяет самостоятельно. В воинских культах, которые почитают Перуна, обряд характеризуется минимализмом, сводится обычно к выкрикиванию имени Перуна и ритуальным поединкам. Наиболее разработана ритуальная составляющая общинами, где преобладают интеллектуалы. Общим местом во всех обрядах являются жертвоприношения богам, как правило, в виде пива, хлеба, мёда, вина. Общинники собираются вокруг костра, часть жертвенной пищи кладется у идола, часть бросается в костёр. Важный, но не всегда обязательный, элемент обрядости составляют ритуальные игры и поединки. Желательно, чтобы присутствующие на обрядах были облачены в традиционную славянскую одежду — вышитые рубахи для мужчин, сарафаны для женщин. Участники обряда встают вокруг костра, образуя «коло». Совершая требу, они двигаются вокруг костра — «посолонь» (по направлению движения солнца), когда треба совершается богам Прави, и «противосолонь» — богам Нави — Марене, Велесу. Вкруговую часто пускают чаша или рог с жертвенным напитком. За требой следует общая трапеза.
Согласно «Велесовой книге», славянская языческая религия была человеколюбивой, боги славян не требовали как человеческих жертвоприношений, так и жертвоприношений животных («боги русов не берут жертв людских и ни животными»; впрочем, вопреки этому утверждению сочинение неоднократно сообщает о принесении в жертву животных). Публикаторы «Велесовой книги» Сергей Лесной и Юрий Миролюбов (вероятный автор) особенно подчёркивали эту идею. Она была принята многими славянскими неоязычниками. Однако наиболее образованные русские неоязычники признают и оправдывают языческий обычай человеческих жертвоприношений (Николай Сперанский — Велимир, Лев Прозоров — Озар Ворон). Признают факт человеческих языческих жертвоприношений, в том числе у славян, также некоторые активные сторонники «гиперборейской» или «арийской» идеи, в том числе философ Валерий Дёмин и один из «переводчиков» и популяризаторов «Велесовой книги» Александр Асов.
Ряд родноверческих общин в России заимствовал отдельные фрагменты текста «Велесовой книги» при проведении обрядов.
Проводятся праздники с привлечением большого количества участников. Русские неоязычники часто отмечают зимнее и летнее солнцестояние, дни весеннего и осеннего равноденствия. Главным для многих выступает праздник Купалы, связанный с летним солнцестоянием и отмечаемый в ночь с 23 на 24 июня. В неоязыческой среде он называется «солнцеворотом» и ассоциируется с символом «коловратом». Этот праздник посвящён очистительным силам огня и воды, а также плодородию. «Солнцеворот» — также праздник любви, сопоставляемый с греческим поклонением Дионису или римскими вакханалиями. Считается, что во время Купалы молодые люди должны находить себе пару. В традиционной культуре праздник Купалы приходится на 24 июня по старому стилю (7 июля по новому), однако неоязычники празднуют его 24 июня по новому стилю. По словам Вадима Казакова, создателя и главы (1997—2011) крупного российского родноверческого объединения «Союз славянских общин славянской родной веры» (ССО СРВ), на праздники, в которых принимают участие представители всех общин ССО СРВ, собираются до 300 человек.
Среди прочих проводятся обряды «раскрещивания» и «имянаречения» — получения нового «славянского языческого» имени с отказом от христианского имени (обычно от имени греческого, римского или еврейского происхождения). Новое имя содержит славянские корни (Доброслав, Велимир, Велислав, Добромир и др.). Обращаются друг к другу по этим именам как при совершении обрядах, так и в быту. Однако в зависимости от общины, чем меньшее значение имеют мистические поиски, тем чаще обращаются с использованием общегражданских имён.
В обрядах родноверов могут использоваться предметы и символы совершенно разного происхождения: различные
предметы, религиозная атрибутика и суверниры из Тибета, Индии и близких регионов, «бубны северных народов, индийские благовония, русские рубахи и камуфляжная экипировка, походное снаряжение китайских и европейских производителей».
Культ инглиизма включает крещение водой, огнём и Святым Духом, повседневные и праздничные богослужения, обряды причастия, очищения, покОяния и др.

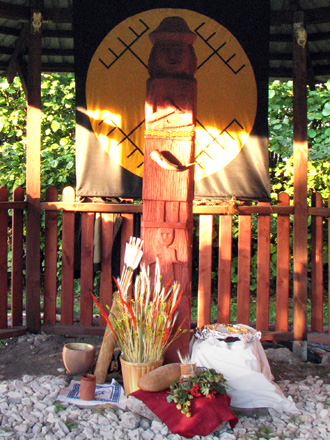
Жертвоприношение пищи во время праздника урожая в Родной польской церкви[пол.]
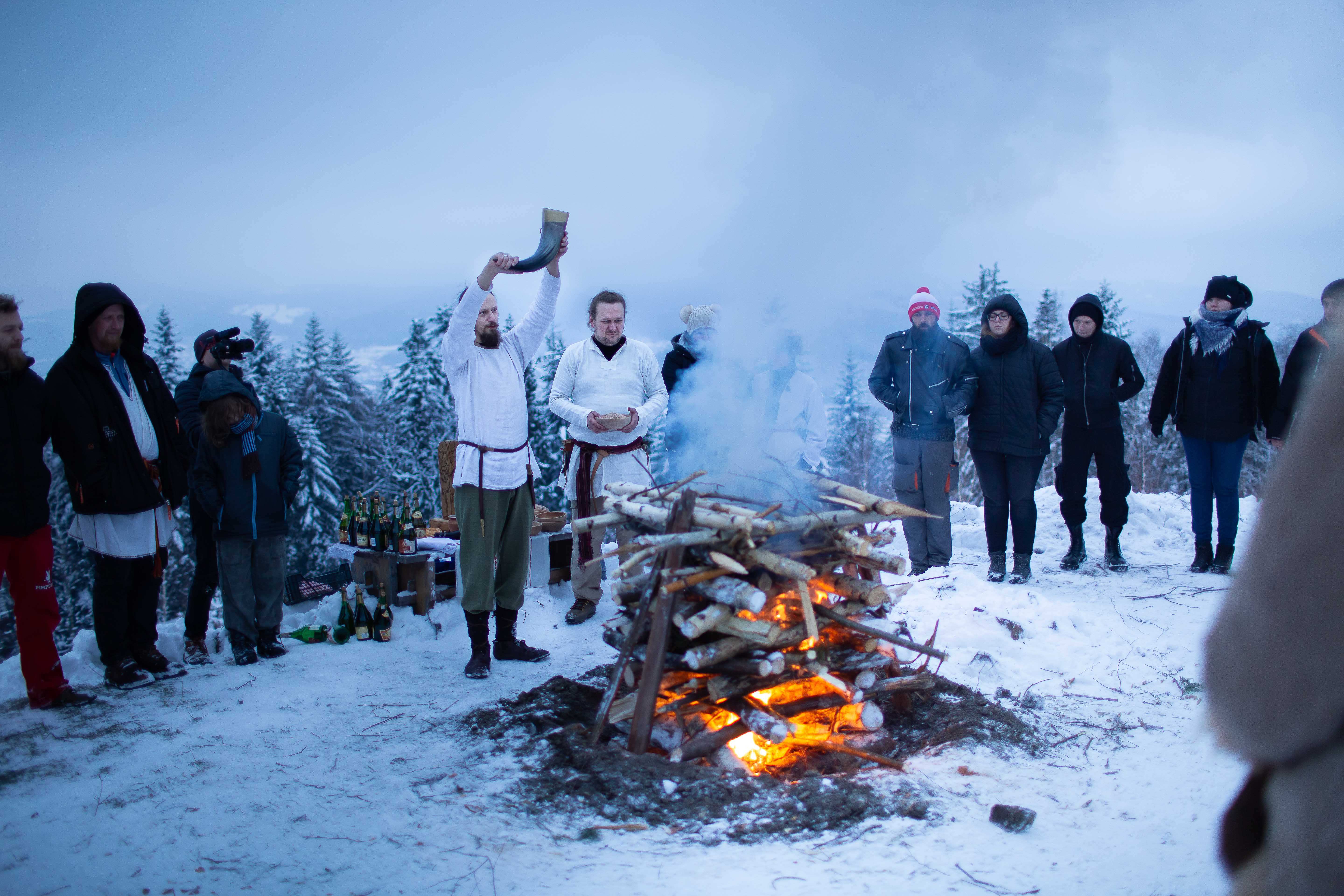
Празднование Коляды польскими родноверами
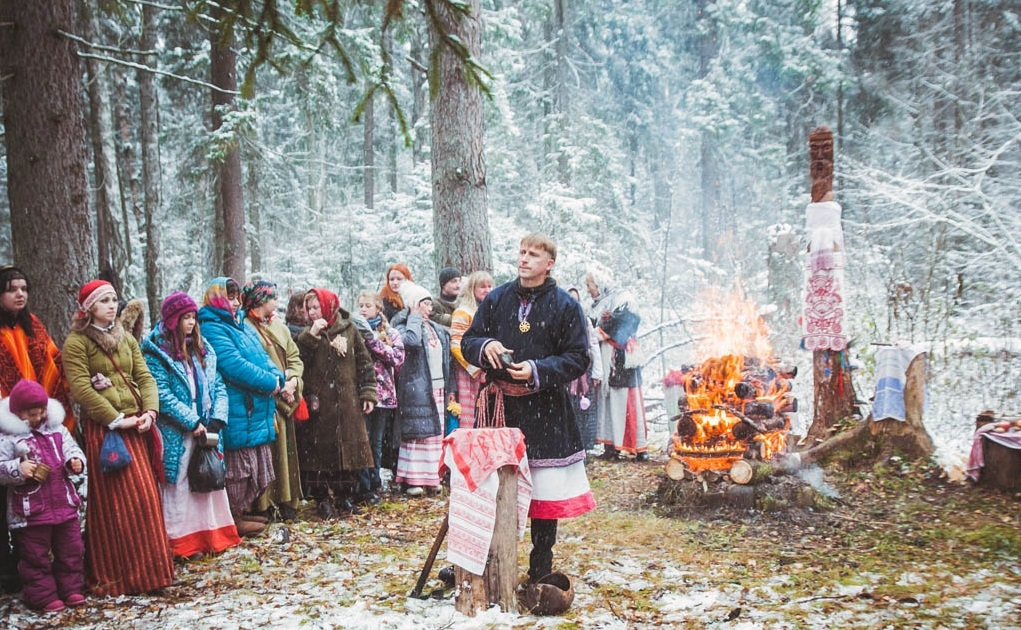
Праздник богини Мокошь последователей ССО СРВ
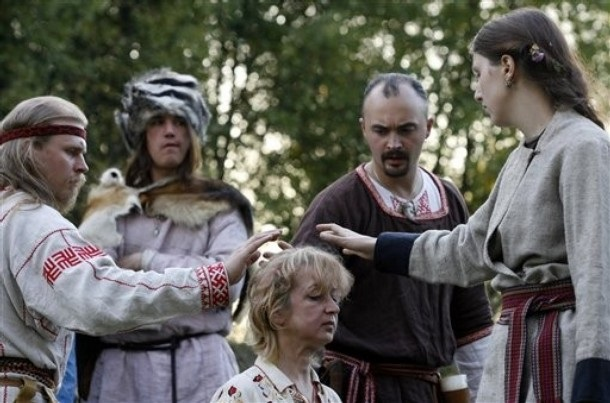
Обряд инициации, «Велесов круг»
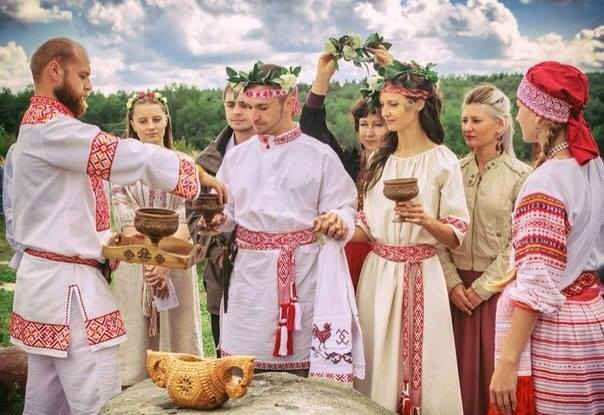
Свадебный обряд последователей ССО СРВ
- Ритуал у вечного огня на площади Памяти, Тюмень, 9 мая 2021
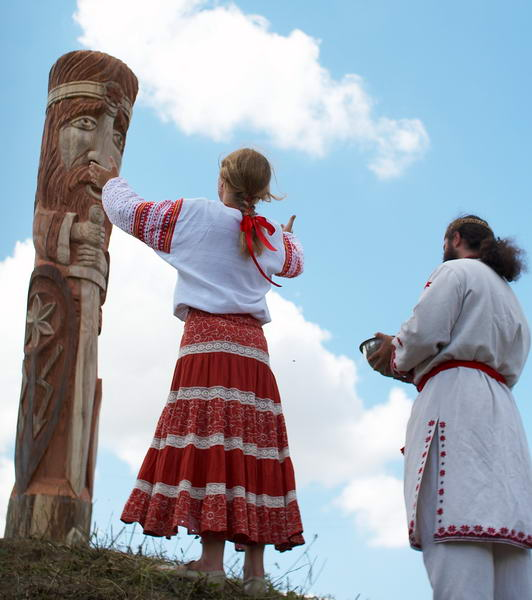
Поклонение Перуну украинских родноверов, Тернопольская область

## Календарь
Славянская неоязыческая хронология представлена рядом проектов эр, календарных систем, из которых наиболее яркими являются астрономические («от Всемирного Потопа»), исторические («от падения Арконы», разгром Хазарского каганата, правление князя Святослава Игоревича и проект счёт лет «по годам правления князей») и легендарные эры («от основания Словенска Великого» и «от сотворения мира между славянскими племенами»).
В объединении «Велесов круг» летоисчисление ведётся от 2409 года до н. э., от основания «Словенска Великого».
«Коломенское обращение ко всем языческим общинам России и ближнего зарубежья» 2000 года, подписанное семнадцатью общинами, устанавливавшее статус «языческой» веры и регулировавшее взаимоотношения между общинами, имеет дату «832 год от падения Арконы».
Один из наиболее псевдоисторических календарей, якобы унаследованный от древнерусской культуры, разработан движением инглиистов. Согласно их учению, календарь (лат. calendarium) был перенят древними римлянами от ещё более древних славян и означает — «Каляды дар». Разработан собственный календарь, как считают инглиисты — «Круголет Числобога». Год начинается в день осеннего равноденствия 20 сентября и состоит из 9 месяцев, в которых чередуются 40 и 41 день. Неделя состоит из 9 дней, 7-й и 9-й считаются выходными.

## Святилища

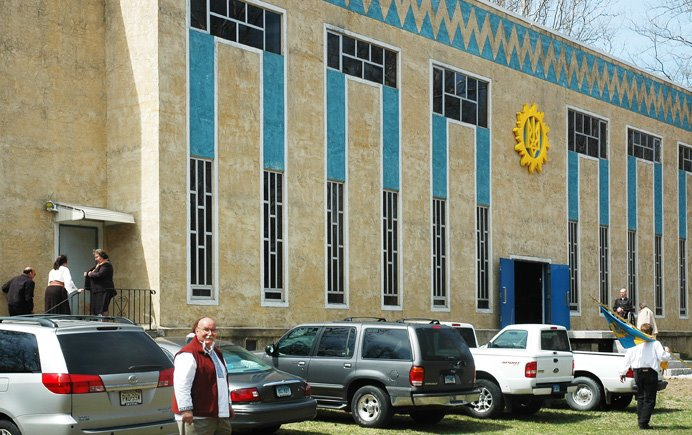
Храм Матери Украины РУН-веры в Спринг Глен (штат Нью-Йорк, США)

Многие общины имеют собственные культовые центры — капища, размещённые в лесопарках либо в лесах, в относительно глухих местах. Центральным элементом капища является чур (идол) — вырезанная из дерева фигура, символизирующая определённое божество, которое почитается общиной. Перед идолом, как правило, располагается ритуальный камень для треб — место для жертвоприношения. В середине поляны находится кострище.
Происходит изменение локаций проведения родноверческих ритуалов. Если раньше праздники проводились почти исключительно в открытых пространствах, на капищах, к 2020 году в России, странах СНГ и в Прибалтике происходит массовое строительство храмовых комплексов. В России к 2020 году построено около 10 храмов. Это ведёт к изменению структуры общин и большей её закрытости. Приобретается земля под индивидуальное строительство, строится дом, но внутри размещается храм. Однако капище как тип сакрального пространства продолжает преобладать.
Русские неоязычники организуют экспедиции к культовым местам древних славян или к объектам, которые они считают таковыми. Так, проводятся регулярные экспедиции группы «Северный ветер» на Куликово поле, которое один из идеологов неоязычества Антон Платов (Иггволод) считает древним храмовым комплексом.

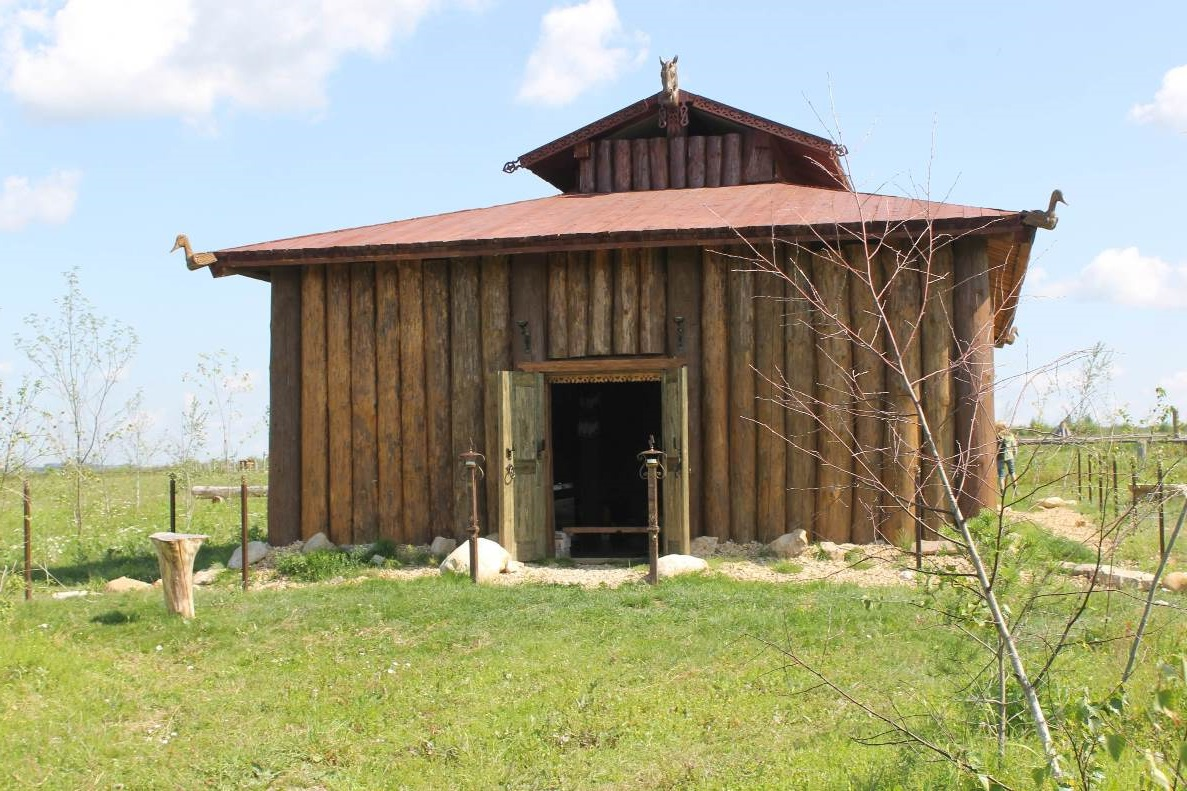
Храм Огня Сварожича ССО СРВ, д. Красотынка Ферзиковского района Калужской области
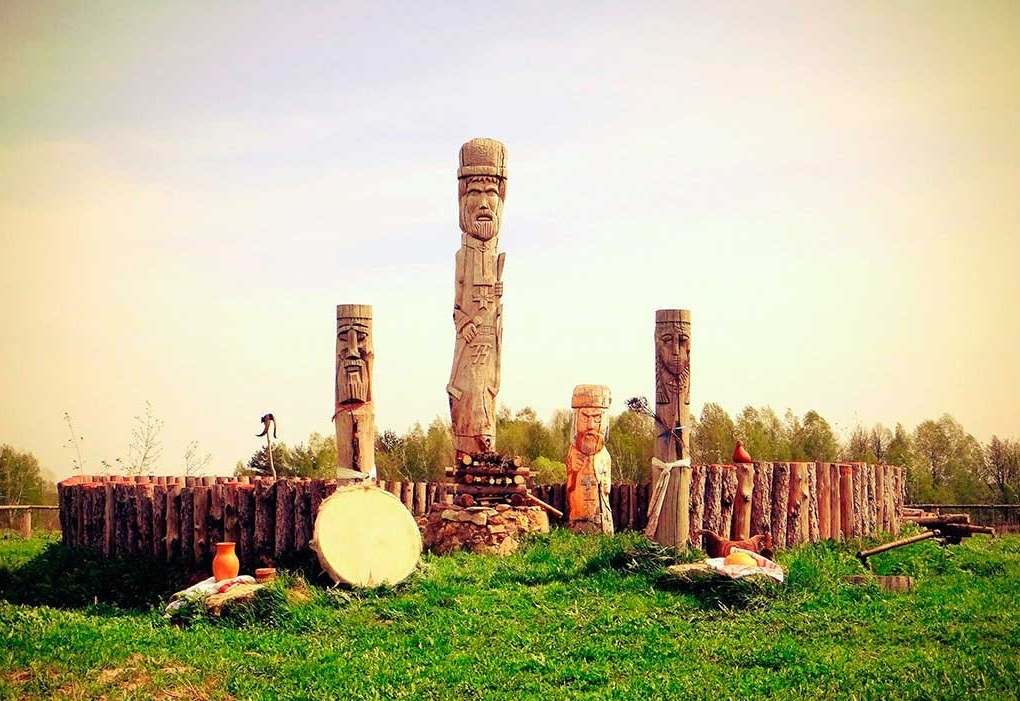
Капище Огня Сварожича ССО СРВ, там же
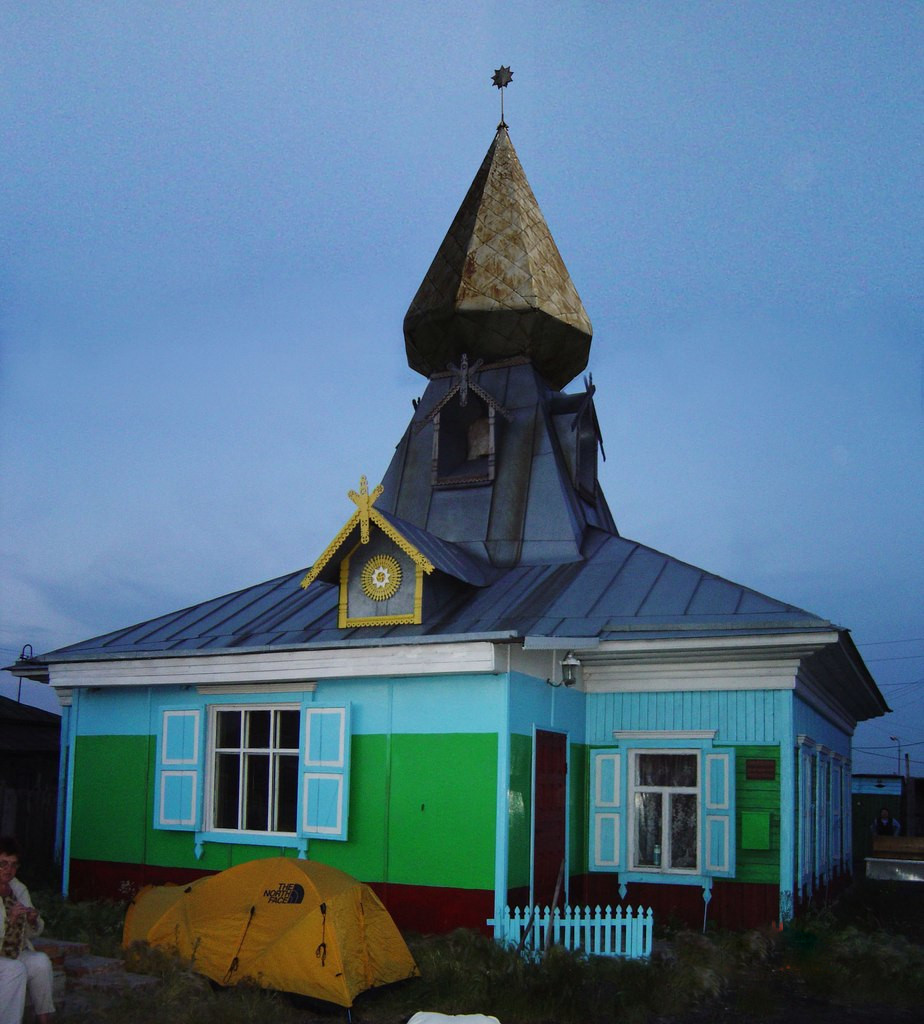
«Храм мудрости Перуна» инглингов в Омске до реконструкции
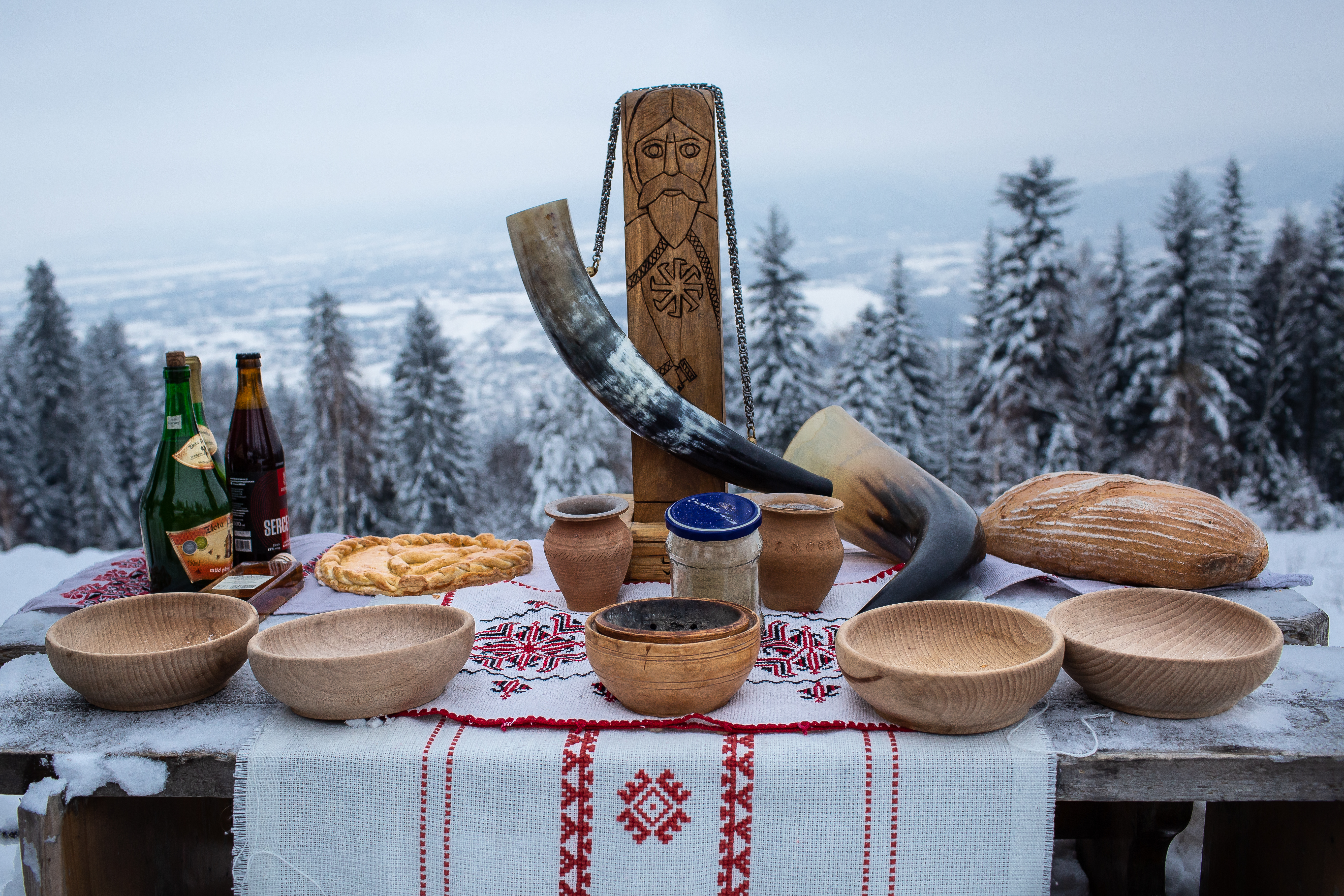
Алтарь Дажьбога, Польша

## Жрецы и волхвы
Как правило, общину возглавляет лидер, чаще всего называемый волхв, реже верховода, жрец и др. Лидер движения может быть одиночкой и лишь писать востребованные сочинения.
Священническая категория, которая возглавляет родноверов, может разделяться на волхвов и жрецов. Они отвечают за проведение обрядов поклонения богам, руководят общинами и религиозными праздниками. Волхвы — высшая категория священнической иерархии, а жрецы — низшая категория. Хотя большинство родноверских священнослужителей — мужчины, женщины не исключаются из священства, и параллельное женское священство составляет две категории, жрицы и ведуньи. Авторитеты не ограничиваются священнослужителями-мужчинами; украинская жрица Галина Лозко является признанным авторитетом в родноверском движении, а «семейно-родовое селение» «ПравоВеди» под Коломной возглавляет Ма-Лена («Мать Елена», Елена Мартынова). В 2012 году три российские родноверские организации, ССО СРВ, «Круг языческой традиции» и «Велесов круг», подписали соглашение «О жрецах славянских», устанавливающее общее священство и критерии для посвящения желающих стать священнослужителями.
Священническая иерархия не является детально разработанной. Сами славянские неоязычники отмечают: «Каждый сам себе волхв». Термин «волхв» имеет свой смысл. Существует общее представление, что волхв является высшей ступенью жреческого посвящения. Однако многие называют волхвом человека, который проводит обряды общины, то есть фактически жреца. От ранних десятилетий существования родноверия сохранилась приблизительная структура жреческого посвящения, однако практически никто не ей придерживается. Присутствует различение волховской и ведовской традиций. Последние подобны западноевропейским магам. Функцией волхва является общение с богами, его задачи более высокие, чем у ведуна (колдуна) — повелевать одними сущностями, при этом заручившись поддержкой других, высших. Результат действий волхва не считается определённым, поскольку находится в зависимости от воли бога.
Родноверское священство характеризуется рядом атрибутов, сакральных предметов, маркирующих его роль. Помимо вариаций «традиционной» одежды и бубна, наиболее характерным элементом, сопровождающим родноверских волхвов, является их посох, даруемый в момент инициации. В родноверии священнический посох может олицетворять ось мира, мировое древо, невидимый «столп силы», духовной силы творения, может считаться вместилищем одной из двух душ волхва, медиатором общения с потусторонними силами. Части посоха могут ассоциироваться с планами Явью, Правью и Навью трёхчастного деления мира в родноверии, и связываемыми с этими планами богами. Материал и оформление посоха также имеют сакральное значение.
Присутствует идея избранничества «духовной элиты», которое достигается через страдания, связанные с обретением силы, что составляет одну из характерных особенностей современного нативизма, берущую начало уже в концепциях лидеров движения «первой волны», таких как Доброслав.

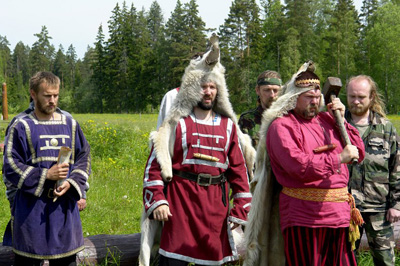
Владимир Голяков (Богумил Второй Голяк) (второй справа) и другие жрецы «Схорон еж словен»
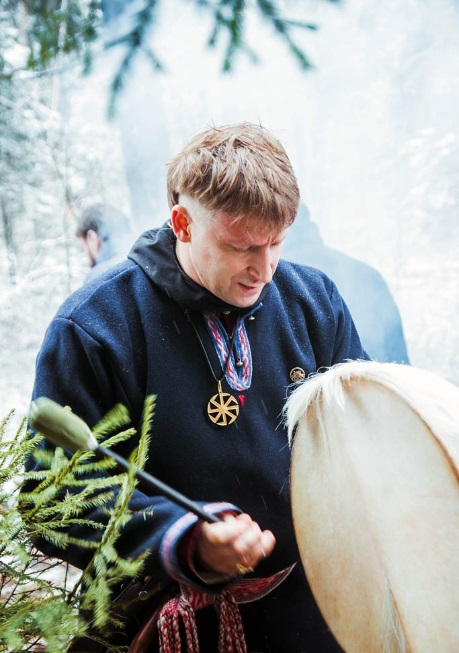
Максим Ионов (Белояр), глава ССО СРВ с 2011
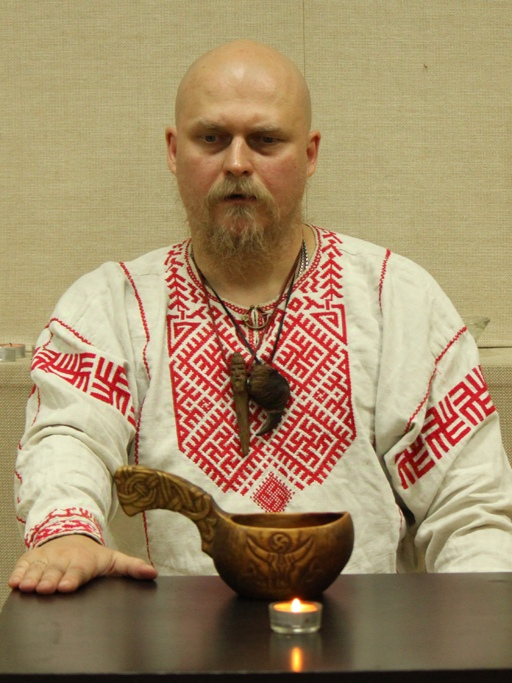
Илья Черкасов (волхв Велеслав), руководитель объединения «Велесов круг»

## Символика

«Коловрат», наиболее распространённый символ в славянском неоязычестве, по мнению родноверов, древний славянский или «арийский» символ (в аутентичных источниках отсутствует)

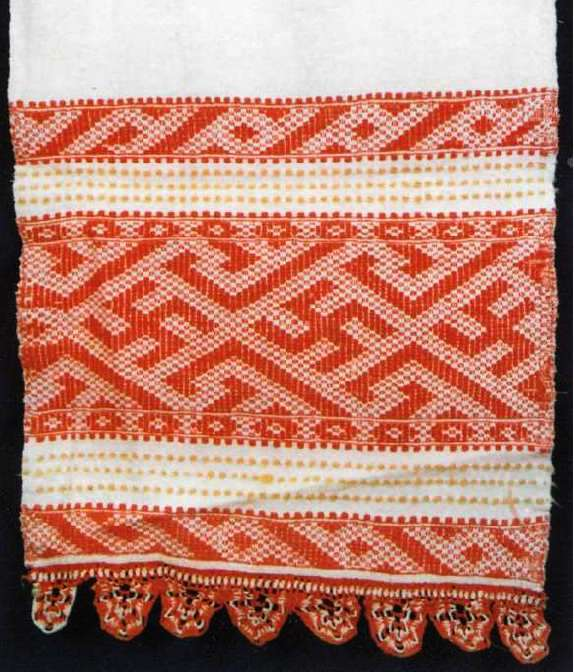
Пример традиционных четырёхлучевых свастик на тканном полотенце конца XIX века. Великоустюжский уезд

Большое число авторских трактовок породили вторичную семиотизацию символов. Возник обобщённый «славянский» концепт, транслируемый в (суб)культуре, обряде, одежде, аксессуарах и др. Одним из проявлений данного процесса стала «индустрия сакральных товаров». Для носителей символика — маркер мировоззренческой, этнической и вероисповедальной принадлежности, принадлежности к своей общине или к «славянскому» направлению в целом, различение «своих» и «чужих». Также символика наделяется апотропейными (обережными) и продуцирующими (способствующими плодородию) функциями. Используемая неоязычниками псевдославянская символика имеет тесную связь с идеями славянского неоязычества об историческом первенстве славян («славяноариев»), превосходстве славян над неславянами, язычества в сравнении с другими религиями.
Каждая община имеет свою символику. Наиболее популярным символом, в соответствии с распространённой в славянском неоязычестве идеей превосходства, является свастика, право- и левосторонняя, иногда четырёхлучевая (卐 или 卍), идентичная немецкому хакенкройцу, или шестилучевая, но чаще восьмилучевая. Свастика, чаще восьмилучевая (), именуется «коловратом» и часто вписывается в круг.
Четырёхлучевая свастика и некоторые другие её варианты встречаются в славянской культуре, но символ «коловрат» в традиционной культуре отсутствует. Утверждается, что корень слова «коло» в др.-рус.  означал «солнце», однако не существует ни одного этнографического источника, подтверждающего это значение. «Коло» в славянских языках имеет иные значения. В то же время, родственное слово «колесо» для называния розеткообразных символов-оберегов, присутствует в аутентичном фольклоре, в частности, Русского Севера. Вторая часть слова, «-врат» — неполногласное, что означает его происхождение из церковнославянского языка, а не из древнерусского.
Бывший диссидент и один из основателей русского неоязычества Алексей Добровольский (Доброслав) ввёл восьмилучевой «коловрат» как символ «возрождающегося язычества». По мнению историка и религиоведа Р. В. Шиженского, Добровольский воспринял значение свастики из работы нацистского идеолога Германа Вирта — первого руководителя Аненербе. Основной символ язычества, утверждённый Добровольским, восьмилучевой гаммадион (свастика) в круге, первоначально был предложен и, предположительно, создан Виртом, которым он трактовался в качестве древнейшего. Этот «коловрат», якобы языческий знак солнца, состоящий из двух наложенных друг на друга свастик, Добровольский (1996) объявил символом бескомпромиссной «национально-освободительной борьбы» против «жидовского ига». По мнению Добровольского, смысл «коловрата» полностью совпадает со смыслом нацистской свастики. Также в интерпретации родноверов это символ связи с высшим миром.
Этот символ стал наиболее распространённым у славянских неоязычников. В русской неоязыческой среде популярна идея, что германские нацисты украли свою символику, включая «коловрат», а также саму «ведическую религию», у славян.
В 2001 году родноверческое объединение «Союз славянских общин славянской родной веры» (ССО СРВ) сделало восьмилучевую свастику-«коловрат» («колядник») своей эмблемой, вместе со сдвоенной якобы «славянской руной» «Сила», повторяющей символ СС.
«Славяно-арийские веды» Александра Хиневича ввели около полутора сотен свастических символов со своими названиями и обозначениями, которые стали массово распространяться в интернете, видоизменяться и переосмысляться. Часть фигур была продублирована из традиционных с созданием для них нового смысла, часть полностью создана, часть взята из символики Третьего рейха.
К числу других распространённых в славянском неоязычестве символов принадлежит аутентичный фольклорный «Перунов знак», «перуница», или «громовое колесо», — шестилистник из шести (реже — восьми) лучей или лепестков, вписанный в круг, и помещавшийся в прежние времена на избах как оберег от молнии ( и ), а также другие солярные и лунарные символы, «славянские руны» и др. По результатам опросов 2019 года наиболее употребляемыми названиями родноверческих символов являются: «алатырь», «коловрат» («коловорот»), знак солнца, солярные знаки, «крест Мары», «цветок папоротника», «знак Велеса». Первоисточником большинства этих символов, их названий и значений являются «Славяно-арийские веды». По результатам опросов 2021 года треть используемых символов в представлении носителей связаны с богами. Часть символов встречается в аутентичных источниках, но на рубеже XX—XXI веков, в период активного развития славянского неоязычества, эти символы претерпели ресемантизацию. Свастическая символика встречается в разных вариациях. Самым популярным символом остаётся «коловрат», который главенствует в символическом поле и маркирует религиозную и групповую идентичность родноверов.
С недавнего времени наблюдается возникновение неоязыческой моды с использованием неоязыческой символики, активно развивается неоязыческий татуаж (например, среди русских и польских родноверов).
Религиовед A. B. Гайдуков отмечает, что свастика в славянской традиции была одной из множества фигур. Внешне схожие с нацистскими фигуры в традиционной культуре имели другие названия и другое значение, чем в нацизме, то есть были другими символами. В неоязычестве (в терминологии, предлагаемой Гайдуковым, контркультурная часть славянского нового язычества) свастические символы используются везде, и утверждается, что именно свастика была главным символом у славян. По мнению Гайдукова, данная тенденция является конструированием контркультуры. Открыто или нет символ позиционируется как не только «стоящий» за «славяно-арийские народы», но и направленный против его «противников».
Славянское неоязычество распространяет в печатных изданиях и на интернет-сайтах символику, заявленную как «сакральная» «древнеславянская», или «славяно-арийская»; часть этой символики может описываться как экстремистская, поскольку лежащая в её основе свастика в современном массовом сознании связана с нацизмом. Русская неоязыческая публицистическая и художественная литература постепенно осуществляла «реабилитацию» свастики в общественном сознании. В качестве «исконных» «древнеславянских» символов неоязычники распространяют стилизованные вариации свастики, которым приписываются созданные в недавнее время названия мифология. Так, инлиистский символ, представляющий собой свастику красного цвета на белом фоне, носит название «фаш (пламень)» и описывается как «…символ защитного обережного духовного огня». Аналогичный инлиистский символ, но имеющий концы, загнутые влево, именуется «Агни»; заявлено, что он представляет собой «славянский обережный символ священного огня жертвенника, земное воплощение бога Агни».
Сторонниками использования свастики, рассматривающими её в качестве ведущего древнеславянского символа, приводятся различные аргументы в её защиту с акцентом на значении символа, таких элементах как цвет, фон, количество и длина лучей. По мнению специалистов, эти символы сходны с нацистской свастикой до степени смешения. Так, символы, именующиеся «посолонь» и «чароврат» представляют собой свастику, стоящую на ребре в 45 градусов, как и свастика нацистской Германии, но имеющую красный цвет и более короткие концы. «Фаш» и «Агни» позиционируются неоязычниками как «священные символы наших предков», «не имеющие ничего общего с нацизмом и фашизмом», однако сходны с нацистской символикой до степени смешения. Символы, называемые «колядник» и «ладинец», представляют собой двойную свастику. Распространение псевдославянской символики, заявленной как отражающей славянские представления о солнце, свете, жизни и добре, и сходной с нацистской, может вести к созданию позитивного образа последней.
Увлечение псевдославянской символикой и неосведомлённость населения используются интернет-рынком, предлагающим широкий спектр оберегов, талисманов и другой продукции с различными свастичными символами.
Псевдославянская символика, рассматриваемая как экстремистская, в России становится предметом административных взысканий в отношении лиц, осуществляющих её распространение, включая размещение в Интернете, репосты в социальных сетях и торговлю предметами с изображением этой символики. Действия сотрудников правоохранительных органов, направленные на пресечение распространение этой символики вызывают протест у увлекающихся неоязычеством, по мнению которых свастика была у древних славян повсюду, а запретить свастику означает оторвать народ от «своих корней». Специалисты отмечают, что эти идеи не имеют отношения к аутентичной традиции.

«Звезда Инглии», согласно учению инглиизма (одного из направлений славянского неоязычества[162], или родноверия[39][25][46]), основной символ «старой веры» (инглиизма), исповедуемой «белой расой» в течение многих тысяч лет[163]
Четырёхлучевая свастика, используемая в инглиизме[163]
«Меч Ария» со свастиками — символ «Русской религии» Кандыбы[англ.][164]
«Волчий коловрат» — один из символов русского ведизма[165]
Древняя свастика-дракон, используемая РОД «Возрождение. Золотой век»[англ.] (левашовцами)
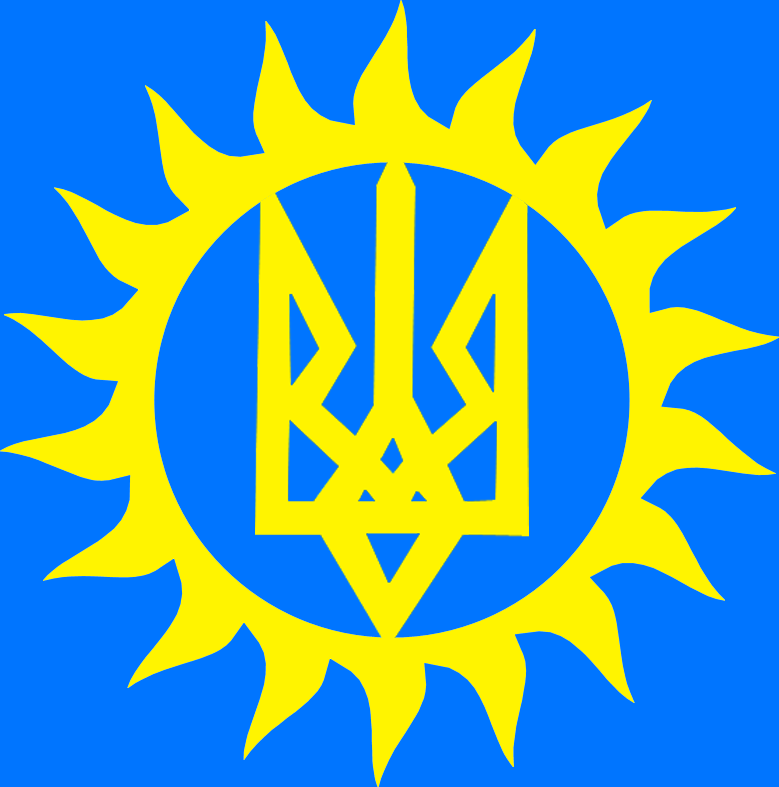
Символ украинской РУН-веры, «тризуб-яса» на фоне лучистого солнца
Древний символ «руки Бога» со свастиками, используемый в Родной польской церкви[пол.][166]
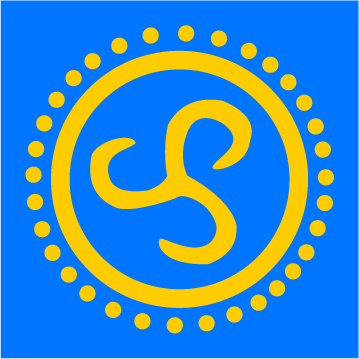
Трискелион на эмблеме польской «Родной веры»[пол.]
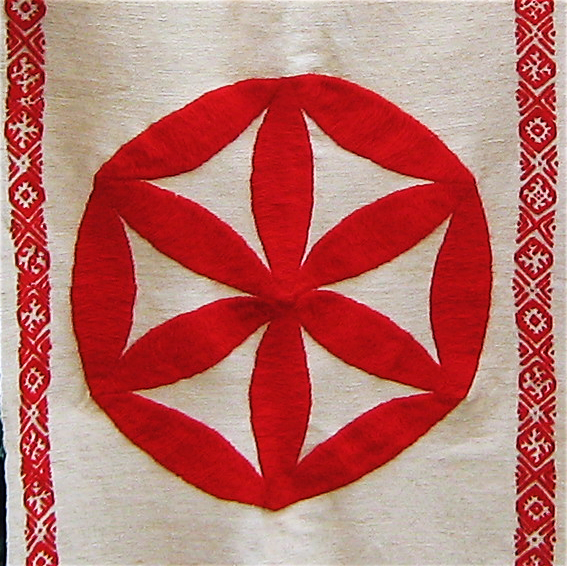
Шестилистник[англ.] — традиционный оберег «Перунов знак», «громовое колесо»[146][147], символ «Объединения хорватских родноверов»

## Источники, используемые родноверами

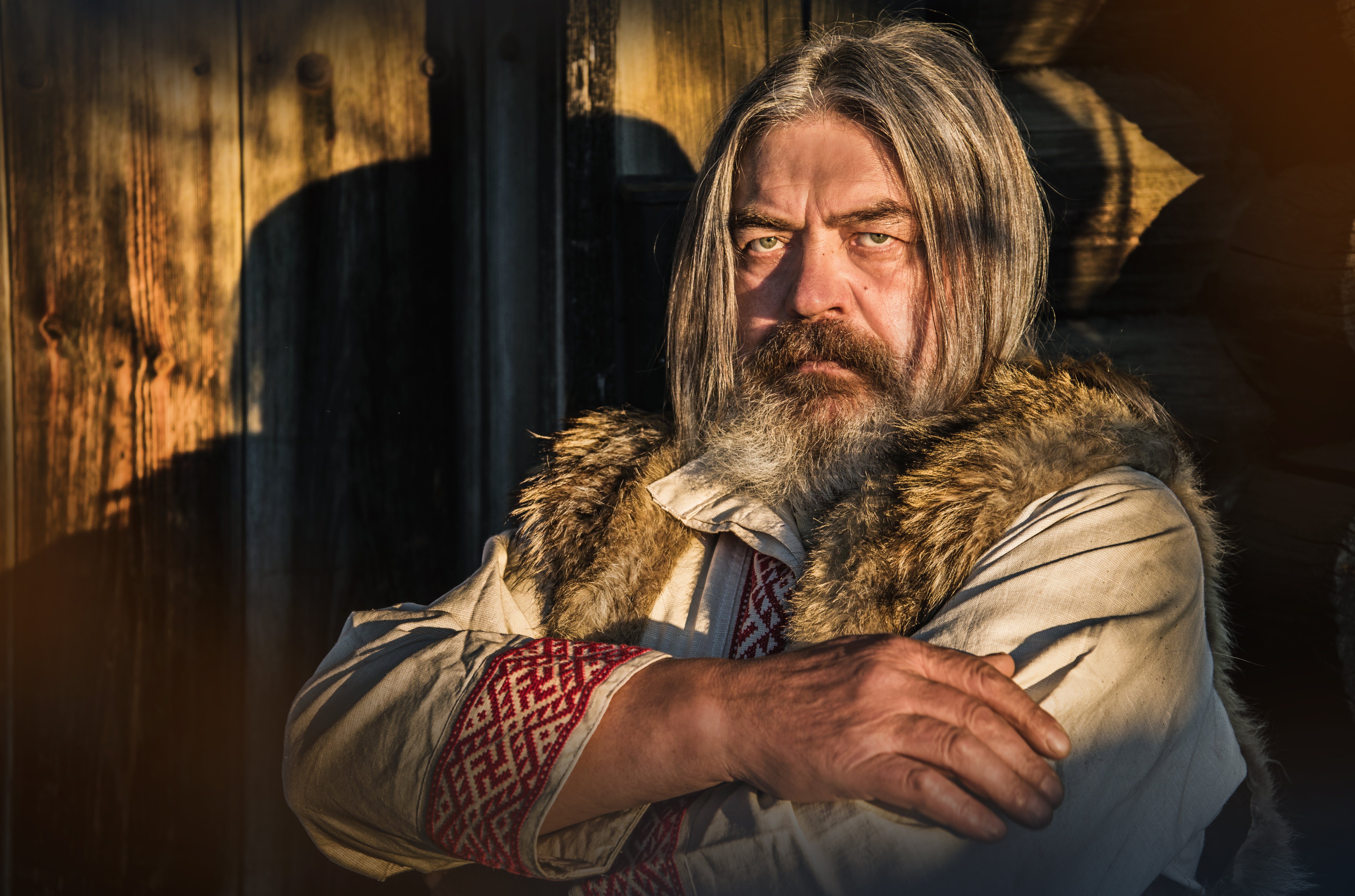
Неоязыческий писатель Сергей Алексеев

## «Православное» неоязычество
Некоторые славянские неоязычники именуют себя «православными». Термин «православие» отрывается ими от христианства и трактуется как «Правь славим», где под «Правью», в соответствии с «Велесовой книгой», понимается небесный мир богов (часть триады «Явь, правь и навь»). Слово «православие», по их мнению, изначально означало язычество и позднее было узурпировано Христианской церковью. Православное христианство они считают названием «двое-веры», объединения «православия» родноверов и христианства, которое якобы господствовало в Древней Руси.
А. И. Асов, один из «переводчиков» и популяризаторов «Велесовой книги», создал на её основе «славянорусскую (славяноведическую) идею», согласно которой исходная «ведическая» традиция, по его мнению сохранённая в «Велесовой книге», лежит в основе большинства современных религий, исказивших эту традицию. Асов считает Иисуса потомком Ария Оседня, внуком Дажбога, упомянутых в «Велесовой книге» (вариация «арийского христианства»). По утверждению Асова, «ведисты [признающие подлинность „Велесовой книги“] верят (и ведают), что и до Иисуса Христа к славянам и др. народам приходили Сыны Бога. Приходил также Мессия Сын Божий и через 400 лет после Христа» — князь Русколани Муж Правый Бус Белояр. Крест считается им «ведическим» символом.
Неоязыческий писатель Юрий Петухов считал, что «подлинное православие» сложилось на основе «арийского язычества» и не связано с иудаизмом. По его мнению, «предки-арийцы» поклонялись единому богу Роду, и поэтому христианство — «не чуждая вера, а родная, своя».
Именно в значении «Правь славим», но с опорой на собственную мистификацию, «Славяно-арийские веды», написанную Александром Хиневичем, понятие «православие» используется движением «Древнерусская инглиистическая церковь православных староверов-инглингов» (инглиизм), представители которого называют себя также «староверами».
«Православные» родноверы в России также — Владивостокская славянская родноверческая община «Щит Симаргла», в Украине — «Родове Вогнище Рідної Православної Віри».

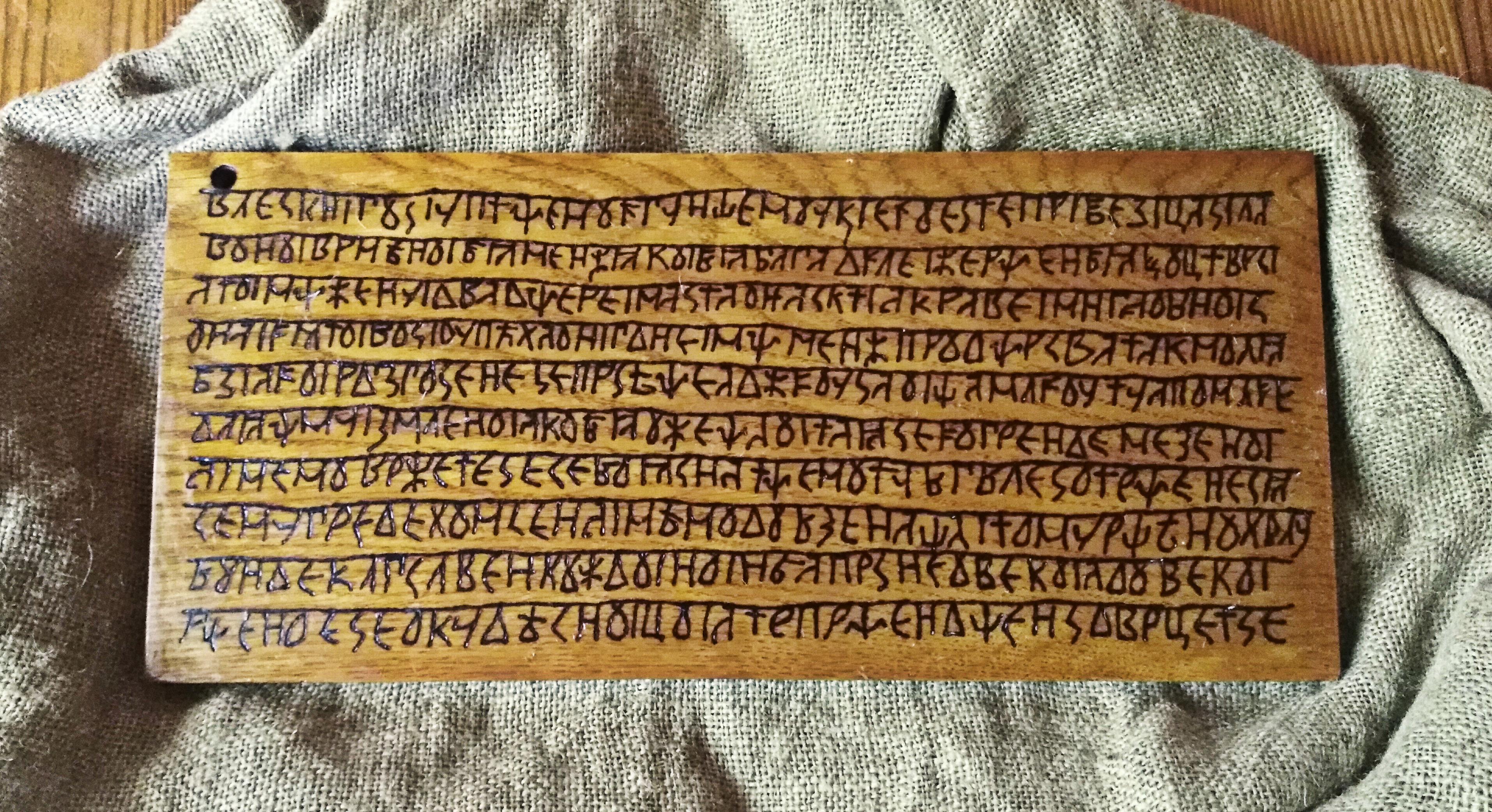
«Реконструкция» дощечки «Велесовой книги»

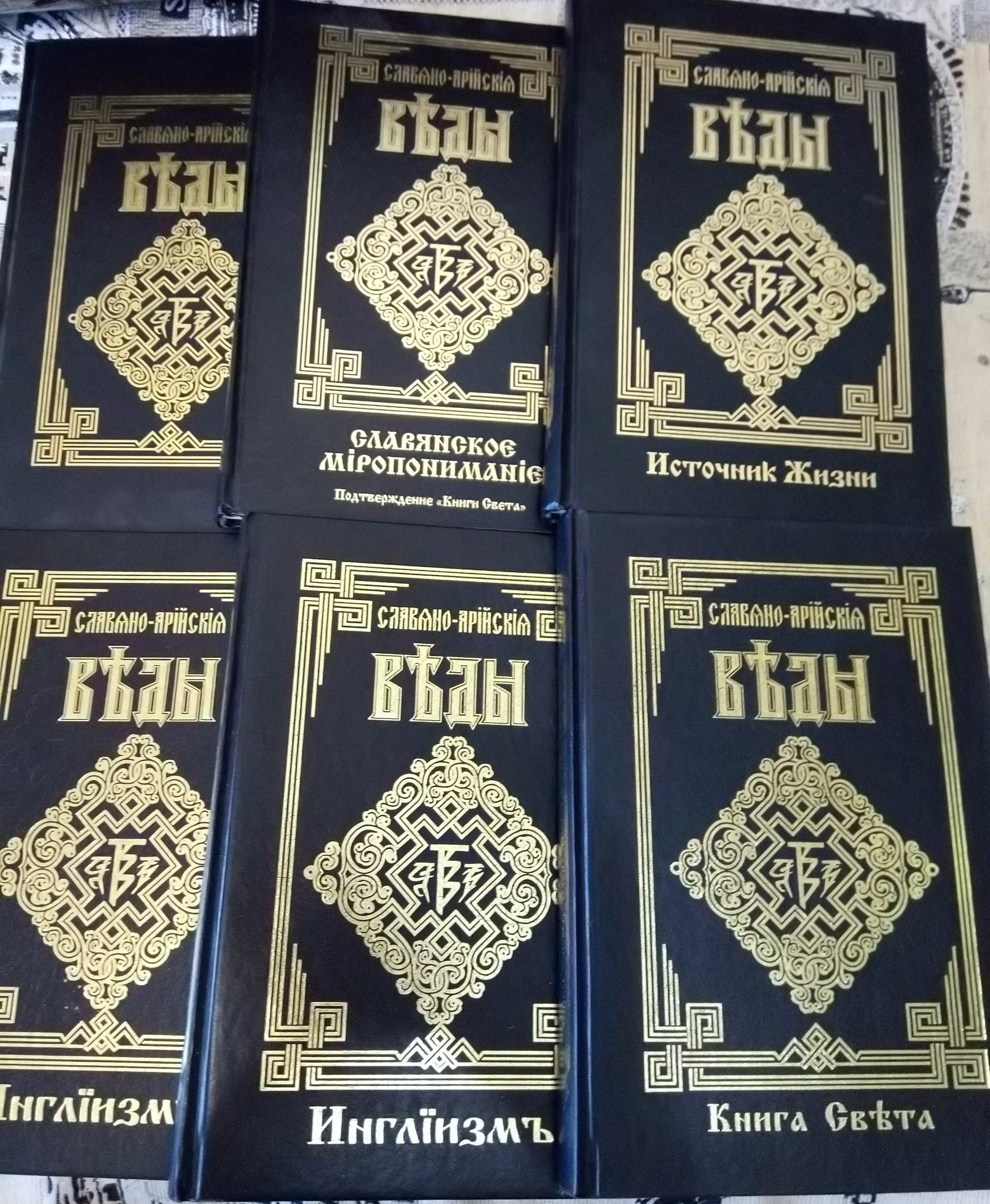
«Славяно-арийские веды»